# Cambio climático en Colombia

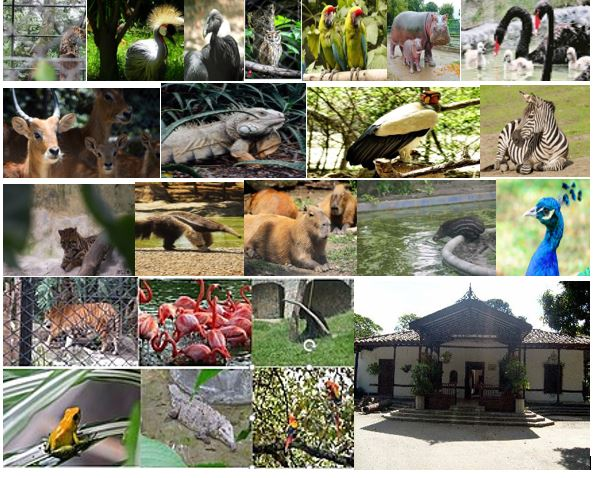
Biodiversidad de especies presentes en Colombia.

El cambio climático en Colombia representa un desafío crítico debido a la diversidad ecológica del país y su alta vulnerabilidad ante fenómenos climáticos extremos. Las proyecciones climáticas indican aumentos en la temperatura y variaciones significativas en los patrones de precipitación, lo que impacta directamente en los ecosistemas, la biodiversidad y actividades clave como la agricultura, la pesca y la generación de energía. Aunque las emisiones de gases de efecto invernadero de Colombia son relativamente bajas en comparación con el promedio mundial, estas han mostrado un incremento considerable en las últimas décadas, impulsadas principalmente por el cambio en el uso del suelo, la deforestación y el crecimiento del sector energético basado en combustibles fósiles.

Países del Acuerdo de París.

Los principales impactos esperados incluyen el aumento de eventos climáticos extremos como sequías e inundaciones, la pérdida de hábitats naturales en regiones como la Amazonía y los Andes, y la afectación a la seguridad hídrica y alimentaria del país. Estas alteraciones también incrementan la vulnerabilidad de comunidades rurales y urbanas, con repercusiones socioeconómicas significativas.
En respuesta, Colombia ha adoptado diversas políticas y estrategias para enfrentar el cambio climático, incluyendo el Plan Nacional de Adaptación al Cambio Climático (PNACC) y su compromiso con el Acuerdo de París, mediante la reducción de emisiones y la promoción de la conservación ambiental. No obstante, el país enfrenta desafíos importantes en la implementación y monitoreo de estas iniciativas.

## Estado Actual
De acuerdo con los informes más recientes del Ministerio de Ambiente y el IDEAM, los glaciares en Colombia siguen presentando una gran  perdida  de  masa a lo largo de las últimas décadas. Por lo cual a través de estudios se ha determinado que se ha reducido la perdida de masa pero es una realidad que debemos aceptar, es un hecho inexorable pero a su vez se puede tratar para minimizar su magnitud. La superficie glaciar en el país ha disminuido drásticamente, según el reporte del ministerio de ambiente "Colombia está perdiendo sus glaciares" en 2025 solo quedan aproximadamente 33 km² de glaciares. Los glaciares más afectados incluyen aquellos en los Andes, especialmente en el Nevado del Ruiz, Nevado del Huila, y el Parque Nacional Natural Los Nevados, que son fuentes clave de agua para muchas comunidades.
Actualmente, solo seis glaciares subsisten en el país, localizados en tres macizos montañosos de la cordillera de los Andes: la Sierra Nevada del Cocuy, el Nevado del Ruiz y el Nevado de Santa Isabel. De estos, Santa Isabel es uno de los más amenazados: en 2024 se confirmó la desaparición total del glaciar Conejeras, uno de sus relictos más importantes.
Según datos oficiales, estas son las áreas aproximadas de los glaciares aún presentes en Colombia:
1. Sierra Nevada de Santa Marta (La Guajira, Magdalena y Cesar) - 5,3 km²
2. Sierra Nevada El Cocuy o Güicán (Boyacá y Arauca) - 12,8 km²
3. Volcán Nevado del Ruiz (Caldas y Tolima) - 7,7 km²
4. Volcán Nevado Santa Isabel (Caldas y Tolima) - 0,3 km²
5. Volcán Nevado del Tolima (Tolima) - 0,5 km²
6. Volcán Nevado del Huila (Huila y Cauca) - 6,5 km²[6]

La desaparición de los glaciares tropicales en Colombia representa una amenaza directa a la seguridad hídrica de varias regiones, ya que estos ecosistemas regulan el abastecimiento de agua durante la estación seca y alimentan cuencas estratégicas para las comunidades de alta montaña.

## Retroceso Glaciar
El retroceso glaciar se refiere a la reducción en la extensión o volumen de un glaciar a lo largo del tiempo, principalmente como consecuencia del derretimiento del hielo que no es compensado por nuevas acumulaciones de nieve. Es un indicador directo del cambio climático, ya que ocurre cuando las temperaturas aumentan y disminuye la precipitación en forma de nieve, afectando el equilibrio entre acumulación y perdida del glaciar.
En términos más técnicos, el retroceso glaciar implica que la línea de equilibrio glaciar se desplaza hacia niveles más altos y que la frente del glaciar (su parte más baja) se retrae montaña arriba
Aunque los glaciares tropicales de Colombia representan una fracción mínima del volumen hídrico nacional, cumplen una función clave en la regulación del agua durante la estación seca en las cuencas de montaña.
Desde mediados del siglo XIX, Colombia ha perdido aproximadamente el 90 % de su cobertura glaciar, pasando de 349 km² a cerca de 33 km² en 2022. Este retroceso ha sido acelerado por el cambio climático y eventos climáticos extremos como El Niño. Entre 2021 y 2022, los glaciares colombianos perdieron 1,11 km² de superficie, lo que equivale a una reducción del 3,2 % anual, según datos del IDEAM. Esta pérdida equivale a unas 156 canchas de fútbol. El Nevado Santa Isabel es uno de los más afectados y, con menos de 0,3 km² de hielo restante, podría desaparecer completamente antes del año 2030.
En 2024 se confirmó la desaparición del glaciar Conejeras, parte del Nevado Santa Isabel, tras años de reducción acelerada. Entre 2016 y 2022, este glaciar perdió más del 50 % de su área.
Según el IDEAM, el volumen total de hielo glaciar en Colombia es de aproximadamente 1,68 ± 0,24 km³. El Nevado del Cocuy concentra el mayor volumen, mientras que Santa Isabel conserva menos del 2 %.
En respuesta a esta situación, el IDEAM en años recientes ha implementado estrategias de monitoreo ambiental participativo en varios nevados de Colombia, como parte del programa de Glaciología Participativa. Este enfoque ha involucrado a comunidades locales en actividades de seguimiento glaciar, especialmente en el Nevado del Tolima (sector Shimmer), en la Sierra Nevada de El Cocuy o Güicán y en relictos del Nevado Santa Isabel. En este último, guías locales de montaña miden periódicamente el retroceso del borde inferior de los glaciares, contribuyendo a la generación de datos útiles para la evaluación del balance de masa glaciar.
A nivel regional, se ha reportado que los glaciares de los Andes tropicales han perdido alrededor del 30 % de su superficie desde la década de 1980. El informe también destacó que el año 2023 fue clasificado como el más cálido registrado en América Latina, lo que intensifica los efectos del cambio climático en ecosistemas de alta montaña.
Se estima que todos los glaciares actuales de Colombia podrían desaparecer entre 2040 y 2050 si persisten las condiciones climáticas actuales.
Según la UNESCO, "el impacto del retroceso del glaciar no solo afecta la disponibilidad hídrica en la estación seca, sino que también pone en riesgo la biodiversidad y los ecosistemas de alta montaña, además de alterar el equilibrio hídrico de las cuencas andinas".

## Vulnerabilidad
Colombia es un país altamente vulnerable al cambio climático, cumpliendo con varios de los criterios de vulnerabilidad enunciados por la Convención Marco de las Naciones Unidas sobre el Cambio Climático (CMNUCC):
- Áreas costeras de baja altura, particularmente en la región Caribe y el litoral Pacífico, vulnerables al aumento del nivel del mar y la erosión costera.[1]
- Ecosistemas amazónicos y andinos, altamente sensibles a los cambios en temperatura y precipitación, con impacto en la biodiversidad.[14]
- Zonas susceptibles a desastres naturales, como deslizamientos, inundaciones y sequías, asociados a fenómenos climáticos extremos.[2]
- Regiones áridas y semiáridas, como la península de La Guajira, que enfrentan creciente desertificación y escasez hídrica.[1]
- Ciudades con alta contaminación atmosférica, como Bogotá, Medellín y Cali, donde el cambio climático exacerba los problemas de calidad del aire.[14]

Mapa de la amazonia colombiana.

De acuerdo con la Tercera Comunicación Nacional de Cambio Climático, los impactos del cambio climático en Colombia incluyen el aumento de temperaturas promedio, alteraciones en los regímenes de precipitación, eventos climáticos extremos más frecuentes, pérdida de biodiversidad en ecosistemas estratégicos, y afectaciones significativas en sectores económicos clave como la agricultura y el turismo. Además, los patrones cambiantes del clima aumentan los riesgos para la seguridad alimentaria, la disponibilidad de agua y la salud de la población, especialmente en comunidades rurales y vulnerables.
Un informe de la Fundación Natura también destaca que la alta diversidad de ecosistemas del país, que incluye páramos, bosques tropicales y costas, agrava los desafíos de adaptación frente al cambio climático, con consecuencias para la infraestructura, la economía y la calidad de vida.

## Emisiones de gases de efecto invernadero

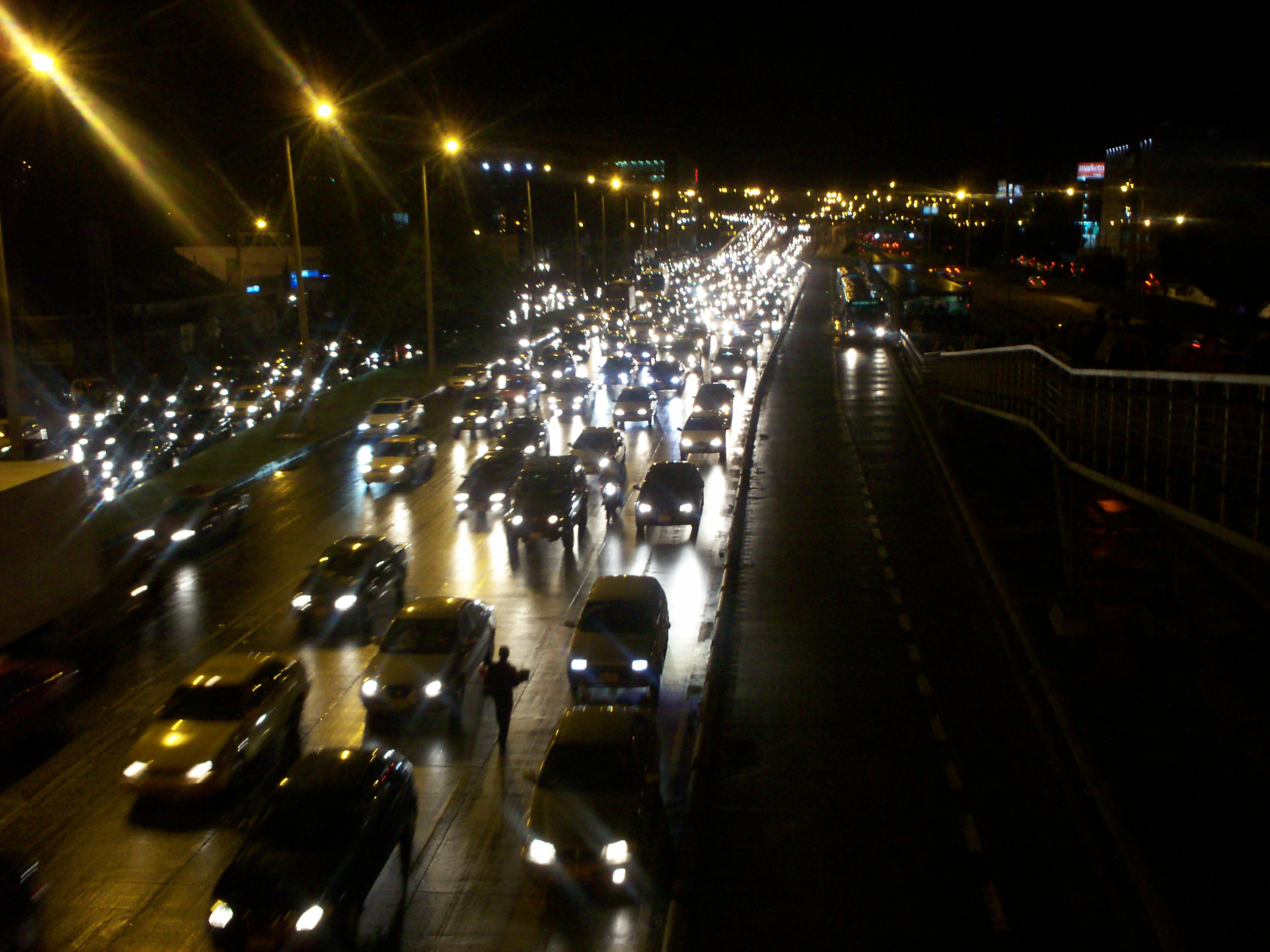
Tráfico en la Autopista Norte de Bogotá en hora pico.

En Colombia, las emisiones de gases de efecto invernadero (GEI) están principalmente asociadas a sectores como energía, transporte, agricultura y uso de la tierra. Según el Inventario Nacional de Emisiones y Absorciones Atmosféricas elaborado por el Instituto de hidrología, Meteorología y Estudios Ambientales (IDEAM), las emisiones de dióxido de carbono (CO₂) y metano (CH₄) son las más significativas. Entre 1990 y 2018, las emisiones crecieron debido a la expansión de actividades agrícolas, transporte motorizado y procesos industriales. Sin embargo, en los últimos años, se han implementado estrategias para mitigar este impacto, incluyendo el compromiso de reducir en un 51 % las emisiones de GEI para 2030 y alcanzar la carbono neutralidad en 2050.
El Gobierno Nacional ha desarrollado una hoja de ruta detallada en el marco de su Contribución Determinada a Nivel Nacional (NDC), que establece acciones concretas para reducir emisiones en sectores clave. Estas incluyen el fortalecimiento de sistemas de información climática, el fomento de energías renovables y la promoción de prácticas sostenibles en agricultura y silvicultura. Además, Colombia presentará avances en estos compromisos en su próximo Reporte Bienal de Transparencia bajo el Acuerdo de París.
En el país, las emisiones de gases de efecto invernadero (GEI) tienen diversas fuentes clave que impactan su contribución al cambio climático global. A continuación, se detallan algunas de las principales áreas responsables de estas emisiones:

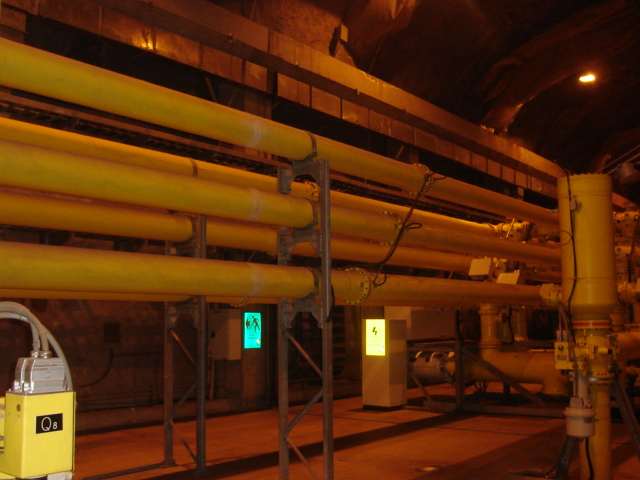
Subestación de la Central Hidroeléctrica El Guavio, ubicada en el municipio de UbaláCundinamarca, a 120 km al noreste de Bogotá.

### Consumo de Energía
El sector energético en Colombia es uno de los mayores emisores de GEI, particularmente debido al uso de combustibles fósiles en la generación de electricidad y el transporte. Aunque el país cuenta con una matriz energética relativamente limpia gracias a la generación hidroeléctrica, la dependencia del gas natural y el carbón sigue siendo significativa. Frente a esta situación El Gobierno nacional ha propuesto una transición energética hacia fuentes renovables, como la energía solar y eólica, con el objetivo de reducir la huella de carbono del sector y diversificar la matriz energética.

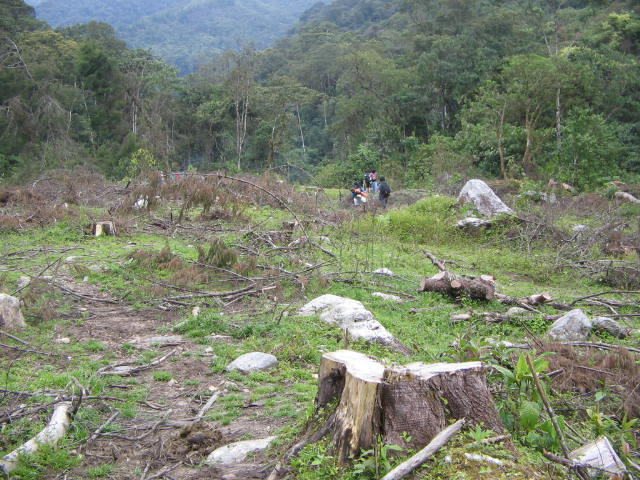
Deforestación alrededor del río Medellín.

### Deforestación y Degradación de la Vegetación
La deforestación es otro de los principales motores de las emisiones de GEI en Colombia. Se estima que más del 60% de las emisiones derivan de la conversión de bosques a tierras agrícolas, ganaderas y por actividades ilícitas como la minería ilegal. El informe del Instituto de Hidrología, Meteorología y Estudios Ambientales (IDEAM) muestra que en 2021, Colombia experimentó una de las tasas de deforestación más altas en América Latina, con una pérdida anual de aproximadamente 200,000 hectáreas de bosques. Actividad que no solo aumenta las emisiones de CO₂ debido a la quema y tala de árboles, sino que también reduce la capacidad del país para absorber carbono, exacerbando el cambio climático.

### Agricultura y Uso de la Tierra

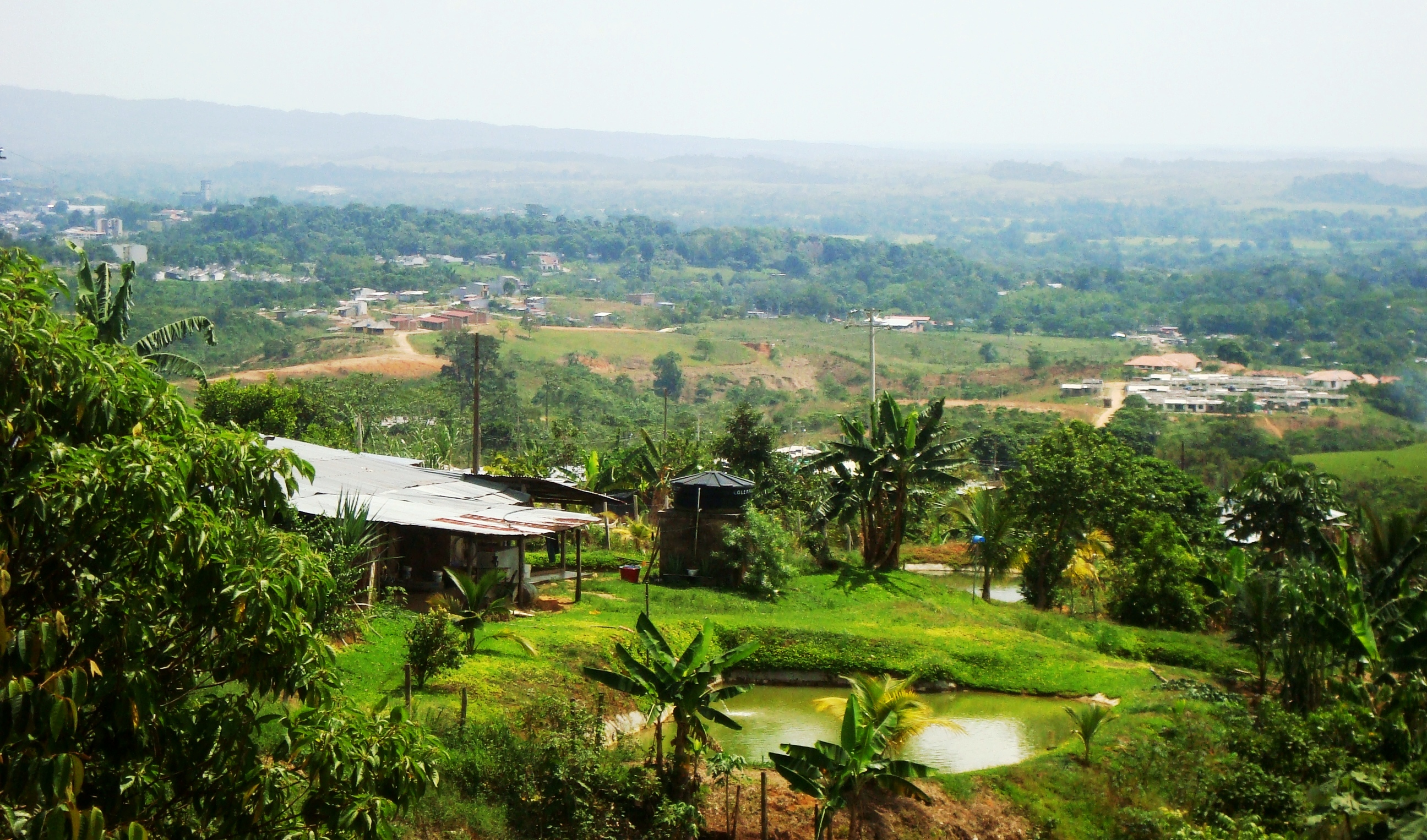
Agricultura artesanal en zona suburbana de Florencia (Caquetá).

La agricultura, particularmente en sus formas tradicionales y extensivas, es una fuente importante de emisiones de metano (CH₄) y óxidos de nitrógeno (NOₓ). El uso de fertilizantes, la gestión de residuos agrícolas y la cría de ganado generan grandes cantidades de estos gases. A pesar de los esfuerzos por promover prácticas agrícolas sostenibles, la expansión de la frontera agrícola y el uso de tierras de forma no sostenible siguen siendo desafíos importantes para reducir las emisiones en este sector. El gobierno colombiano, consciente de los retos que enfrenta en términos de emisiones, ha adoptado compromisos a nivel internacional, especialmente a través de la Contribución Determinada a Nivel Nacional (NDC) bajo el Acuerdo de París. Entre sus objetivos, se destaca la meta de reducir las emisiones de GEI en un 51% para 2030 respecto a los niveles de 2010, con el propósito de lograr la carbono-neutralidad para 2050

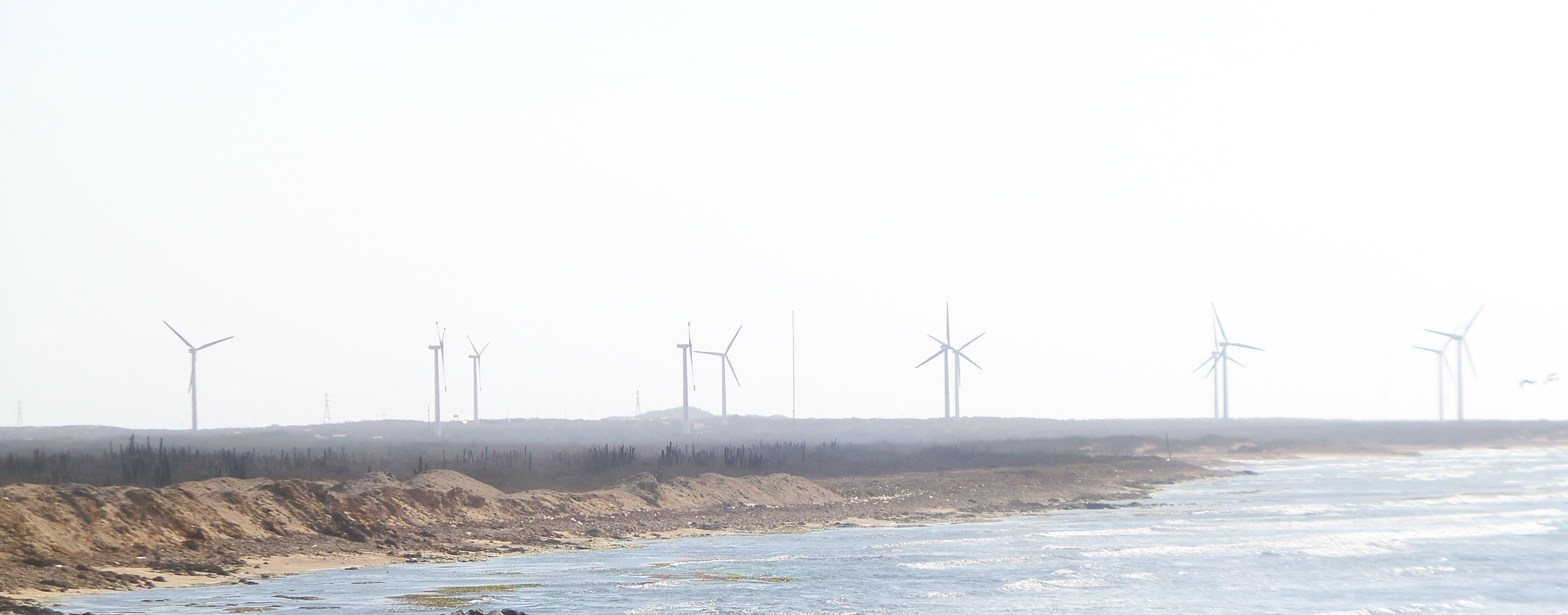
Parque Eólico Jepirachí La Guajira - Colombia.

Esto incluye no solo la promoción de energías renovables, sino también una reforma estructural en la gestión del uso de la tierra y el fortalecimiento de políticas contra la deforestación. Estas políticas reflejan un enfoque integral para abordar las emisiones de GEI en Colombia, combinando esfuerzos en la transición energética, la restauración de ecosistemas y la mejora de las prácticas agrícolas. La implementación de estas acciones es clave para reducir el impacto de las emisiones y cumplir con los compromisos climáticos internacionales del país.

## Impactos en el medio ambiente
Colombia al ser un país con una gran diversidad biológica y ecosistemas únicos, es altamente vulnerable al cambio climático. Este fenómeno ya está generando efectos significativos en diversas áreas, desde las alteraciones en las temperaturas y precipitaciones hasta la alteración de los recursos hídricos y la biodiversidad.

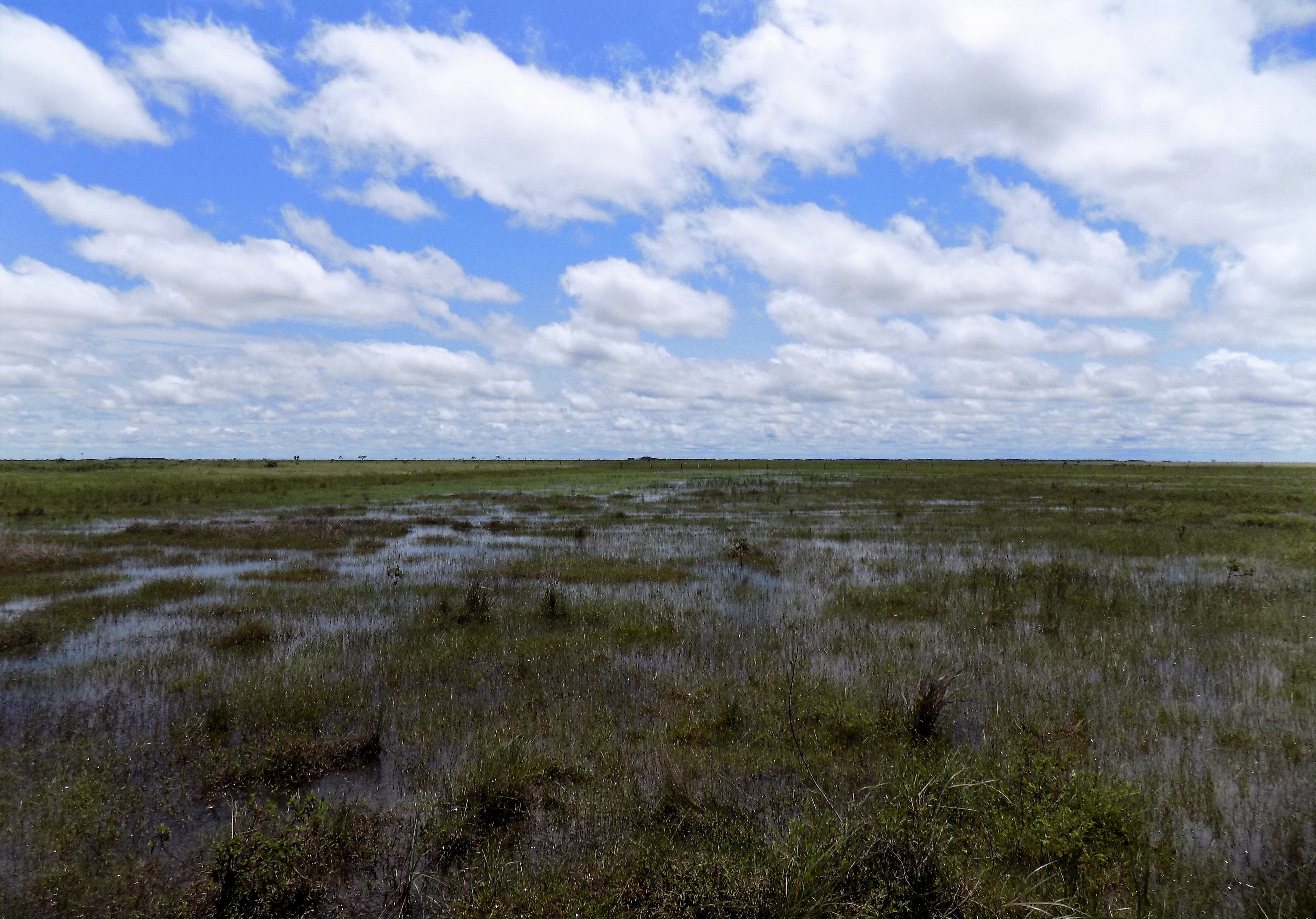
"Bajo" llanura inundada en La Primavera, Vichada, Llanos Orientales de Colombia.

### Cambios en la Temperatura y Clima
El aumento de las temperaturas es una de las principales consecuencias del cambio climático en Colombia. Se ha proyectado que para 2040 la temperatura media en el país podría aumentar en 0.9 °C, y hasta 2.4 °C para finales de siglo. Este incremento de la temperatura afecta tanto a las zonas rurales como urbanas, alterando patrones de temperatura y exacerbando las olas de calor en varias regiones, especialmente en áreas de la Amazonía y la Orinoquía, donde el aumento de la temperatura es más evidente.
El cambio climático ha provocado un retroceso acelerado de los glaciares tropicales en Colombia, considerados uno de los indicadores físicos más sensibles a las variaciones de temperatura. Según el Instituto de Hidrología, Meteorología y Estudios Ambientales (IDEAM), el país ha perdido cerca del 90 % de su superficie glaciar desde mediados del siglo XIX, pasando de 349 km² a tan solo 33 km² en 2022. Este proceso se ha intensificado por el aumento de las temperaturas en la alta montaña y eventos extremos como El Niño.
Los glaciares colombianos desempeñan un papel fundamental en la regulación del agua durante la estación seca, especialmente en las cuencas andinas. Su desaparición afecta directamente a la seguridad hídrica de comunidades rurales y ecosistemas de páramo. En 2024 se confirmó la extinción del glaciar Conejeras, parte del Nevado Santa Isabel, convirtiéndose en el primer glaciar colombiano en desaparecer completamente en el siglo XXI.

### Precipitaciones

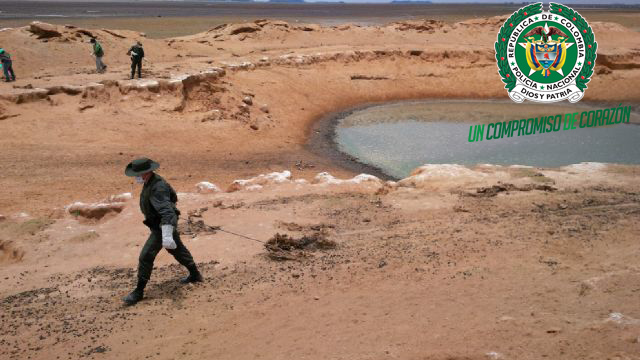
Policía Ambiental trabajando conjuntamente con los organismos ambientales en Casanare para mitigar la situación de emergencia por las sequías.

Las precipitaciones en Colombia también se han visto afectadas por el cambio climático. En los últimos 30 años, se ha registrado un aumento de las sequías extremas y de las precipitaciones intensas, lo que ha puesto en riesgo los cultivos y el suministro de agua en diversas regiones. Este cambio en los patrones de precipitación afecta directamente la seguridad alimentaria y la disponibilidad de recursos hídricos.

### Alza del Nivel del Mar
El aumento del nivel del mar es otra consecuencia directa del cambio climático que impacta las regiones costeras de Colombia, especialmente en el Caribe y en el Pacífico. Este fenómeno contribuye a la erosión costera, la salinización de los suelos y la pérdida de hábitats críticos para diversas especies, afectando tanto la biodiversidad como la economía local que depende de estos ecosistemas.

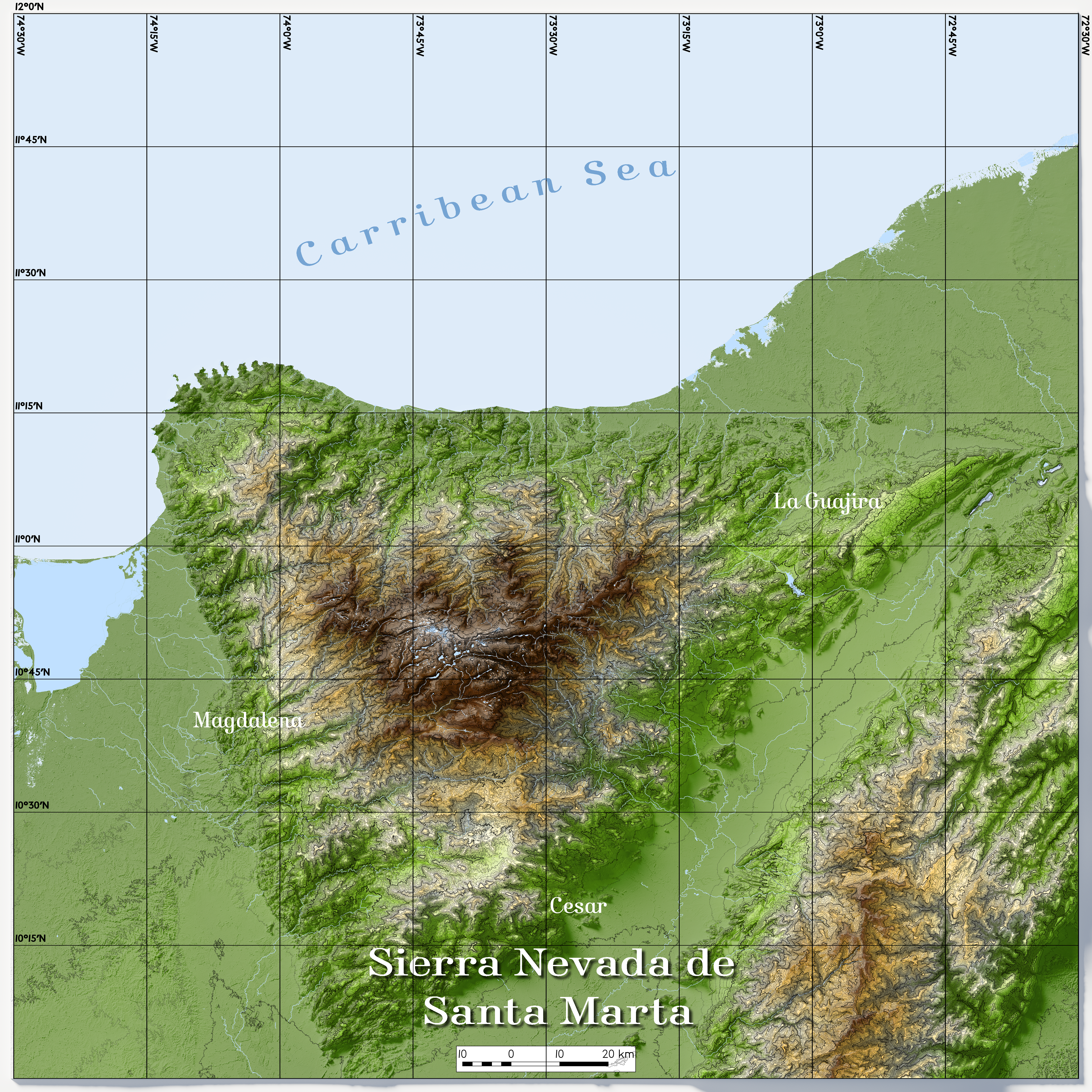
Topografía de La Sierra Nevada de Santa Marta.

### Recursos Hídricos
La variabilidad en las precipitaciones y el incremento de la temperatura afectan los recursos hídricos del país. El derretimiento de los glaciares, como los de la Sierra Nevada de Santa Marta, y la alteración de los patrones de lluvia han reducido la disponibilidad de agua en varias regiones del país. Esto pone en riesgo tanto el suministro de agua para consumo humano como la producción agrícola.

### Biodiversidad
Colombia es uno de los países más biodiversos del mundo, y el cambio climático presenta una grave amenaza para su rica flora y fauna. Las alteraciones en los hábitats naturales, combinadas con la deforestación y la contaminación, están poniendo en peligro diversas especies. Además, los cambios de temperatura y las alteraciones en los patrones de precipitación afectan la distribución de especies y los servicios ecosistémicos, como la polinización, esenciales para la agricultura.

## Impacto en las personas
El cambio climático en Colombia no solo afecta al medio ambiente, sino que también tiene repercusiones en la población. Estos impactos se manifiestan en diferentes ámbitos como la salud pública, la economía y la sociedad en general, exacerbando las desigualdades existentes y afectando a las comunidades más vulnerables.

### Salud Pública

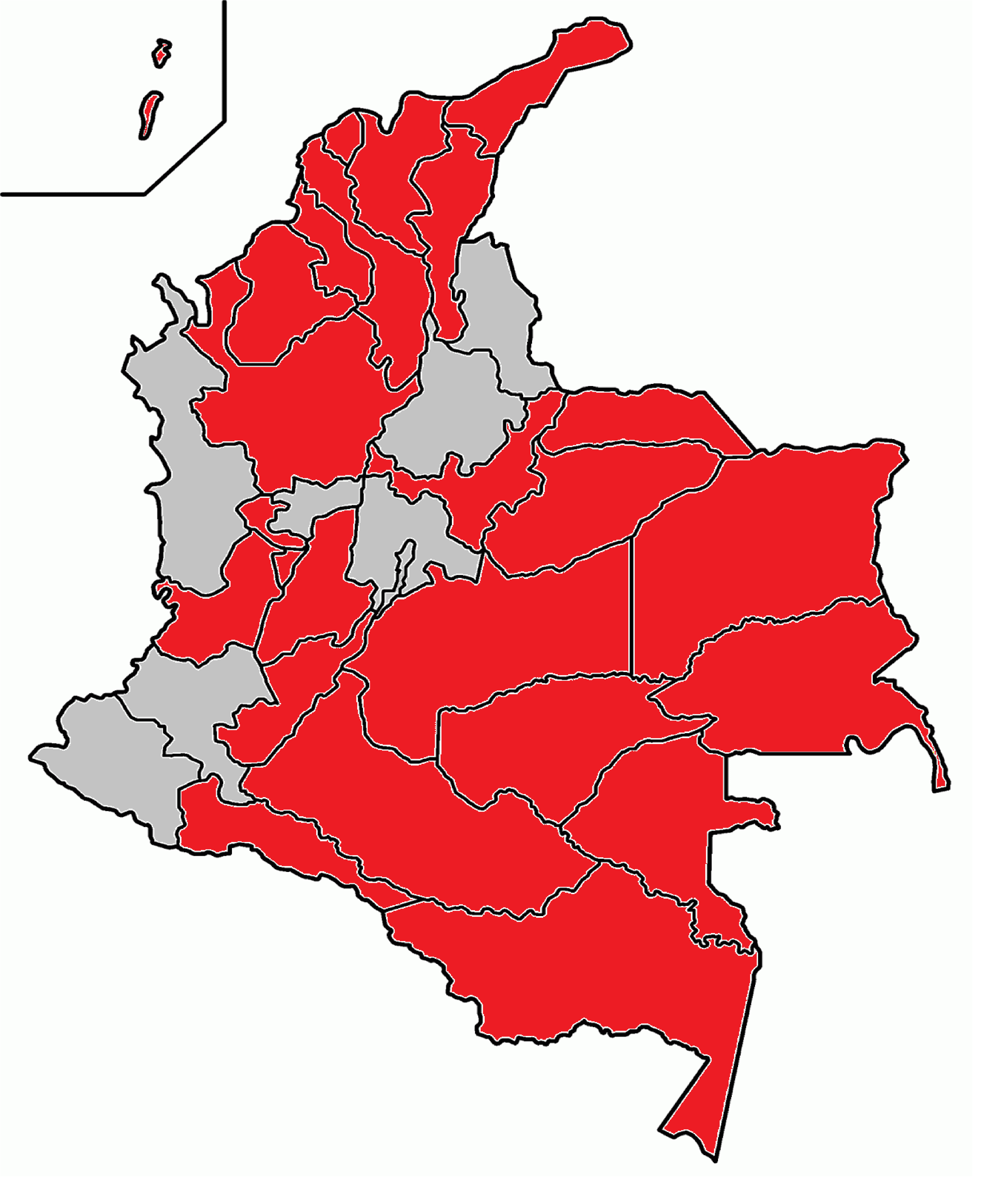
Mapa de la epidemia de dengue de 2019-2020 en Colombia.

El cambio climático ha generado condiciones favorables para la proliferación de enfermedades transmitidas por vectores, como el dengue, la malaria y la fiebre amarilla. El aumento de las temperaturas, las lluvias intensas y las inundaciones crean ambientes propicios para la expansión de mosquitos, especialmente en zonas cálidas y húmedas como la región Caribe y la Amazonía. De acuerdo con el Instituto Nacional de Salud (INS), entre 2019 y 2022, Colombia registró más de 120,000 casos de dengue anualmente, con un incremento del 36% en años de fenómenos climáticos como El Niño.
Las olas de calor extremas y los fenómenos climáticos extremos afectan especialmente a las poblaciones vulnerables, como adultos mayores, niños y personas con enfermedades crónicas. Un informe de la Organización Panamericana de la Salud (OPS), señala que el aumento de temperaturas incrementa el riesgo de golpes de calor y enfermedades respiratorias en zonas de alta exposición al calor y contaminación. En ciudades costeras como Barranquilla y Cartagena, el índice de calor puede superar los 40 °C, exacerbando las hospitalizaciones por enfermedades cardiovasculares y respiratorias.
Por otro lado, la contaminación atmosférica en las zonas urbanas, intensificada por incendios forestales, emisiones vehiculares y fuentes industriales, agrava las enfermedades crónicas respiratorias, como el asma y la bronquitis crónica. Según la Organización Mundial de la Salud (OMS), la mala calidad del aire contribuye a aproximadamente 7 millones de muertes prematuras anuales en el mundo, siendo América Latina una de las regiones más afectadas por esta problemática debido al crecimiento urbano desordenado.

### Impactos Económicos

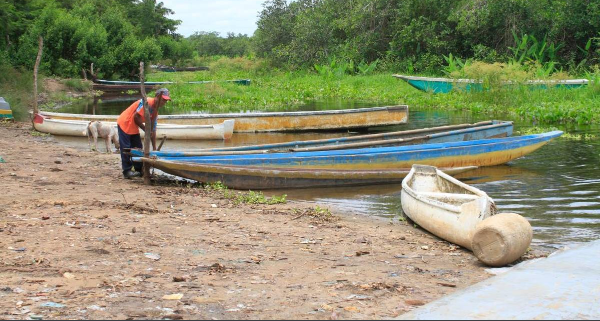
Pesca en Puerto Badel, Bolívar.

El cambio climático tiene efectos directos en sectores clave de la economía colombiana como:
- Agricultura: La agricultura, que representa más del 6.2% del PIB colombiano y emplea al 16% de la fuerza laboral, se ve afectada por las alteraciones en las precipitaciones y las sequías prolongadas. Según un informe del IDEAM, la productividad de cultivos como el café, el arroz y el maíz se ha reducido en un 10% en los últimos 15 años debido a las variaciones climáticas.[27] En el caso del café, un producto insignia del país, las temperaturas más altas y la aparición de plagas como la broca han generado pérdidas anuales superiores a 100 millones de dólares.[28]

- Pesca: En el sector pesquero, los cambios en los patrones de temperatura y salinidad del agua afectan especies clave como la tilapia y el bagre. Según la FAO, las capturas de peces han disminuido un 25% en la región Caribe, afectando directamente los ingresos de más de 80,000 pescadores artesanales.[29]

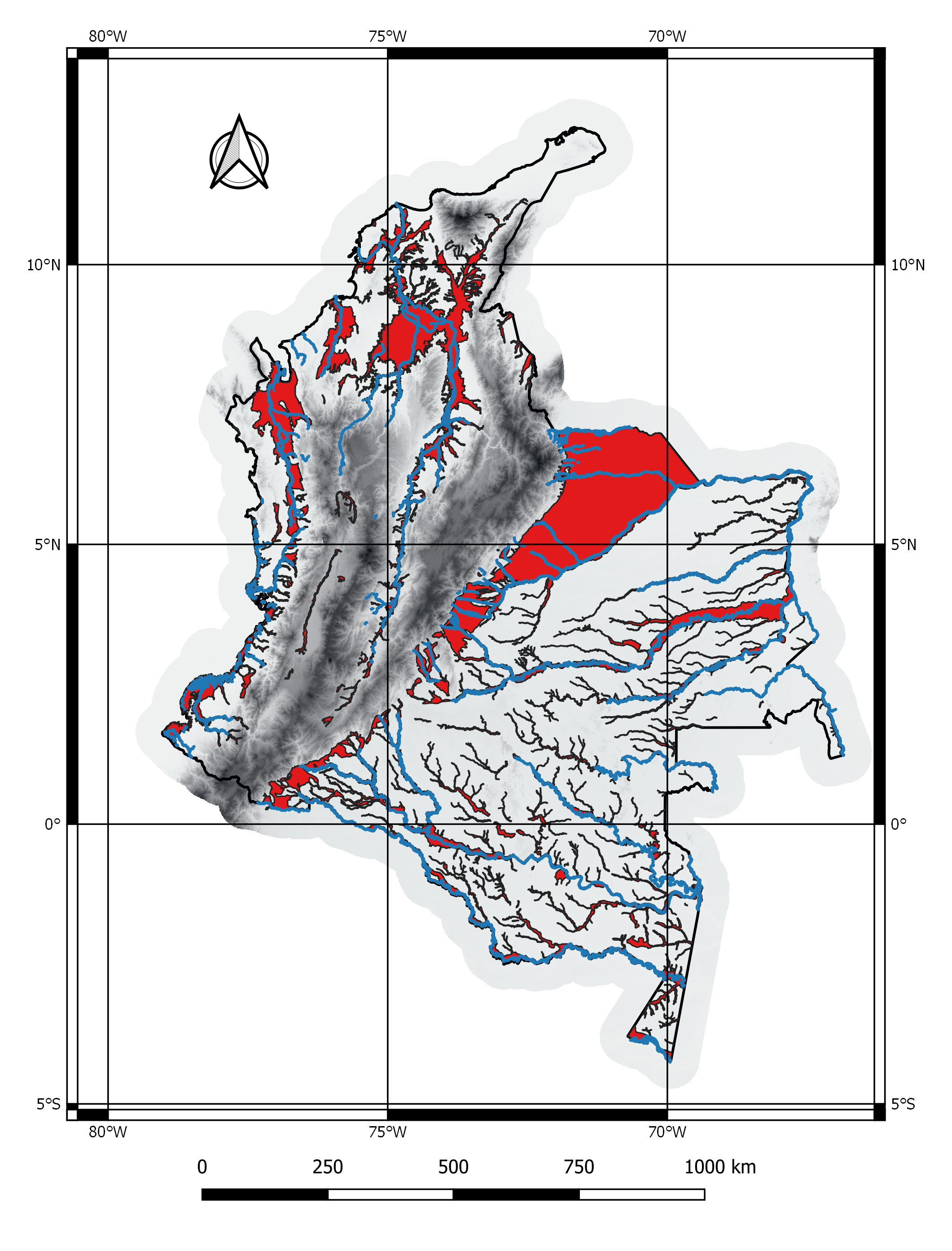
Inundación Colombia 2010 2011. En rojo áreas inundadas de acuerdo con la información del IDEAM. En Azul los ríos principales de acuerdo con información del IGAC.

- Infraestructura: Los desastres naturales, como inundaciones y deslizamientos de tierra, generan daños en la infraestructura vial, viviendas y sistemas eléctricos. Según un informe del Banco Mundial, los costos asociados a eventos climáticos extremos en el país se estimaron en aproximadamente 7.1 billones de pesos colombianos (equivalentes a 3,674 millones de dólares) durante el período de 2010 a 2011.[30] Este informe detalla que las inundaciones y deslizamientos de tierra fueron responsables de pérdidas significativas en diversos sectores, incluyendo infraestructura, agricultura y vivienda. Por ejemplo, las inundaciones de 2010-2011 afectaron gravemente la infraestructura vial, interrumpiendo el transporte y la comunicación en varias regiones del país, además de generar daños considerables en sistemas eléctricos y viviendas.[30] Adicionalmente, estudios del Departamento Nacional de Planeación (DNP) y la Unidad Nacional para la Gestión del Riesgo de Desastres (UNGRD) han documentado costos económicos acumulados por desastres climáticos extremos en las últimas décadas, confirmando la vulnerabilidad de la infraestructura crítica en Colombia. La implementación de estrategias de adaptación y mitigación, así como una mayor inversión en infraestructura resiliente, se plantea como una prioridad para reducir las pérdidas económicas y garantizar la seguridad de las comunidades afectadas.[30]

### Impactos Sociales

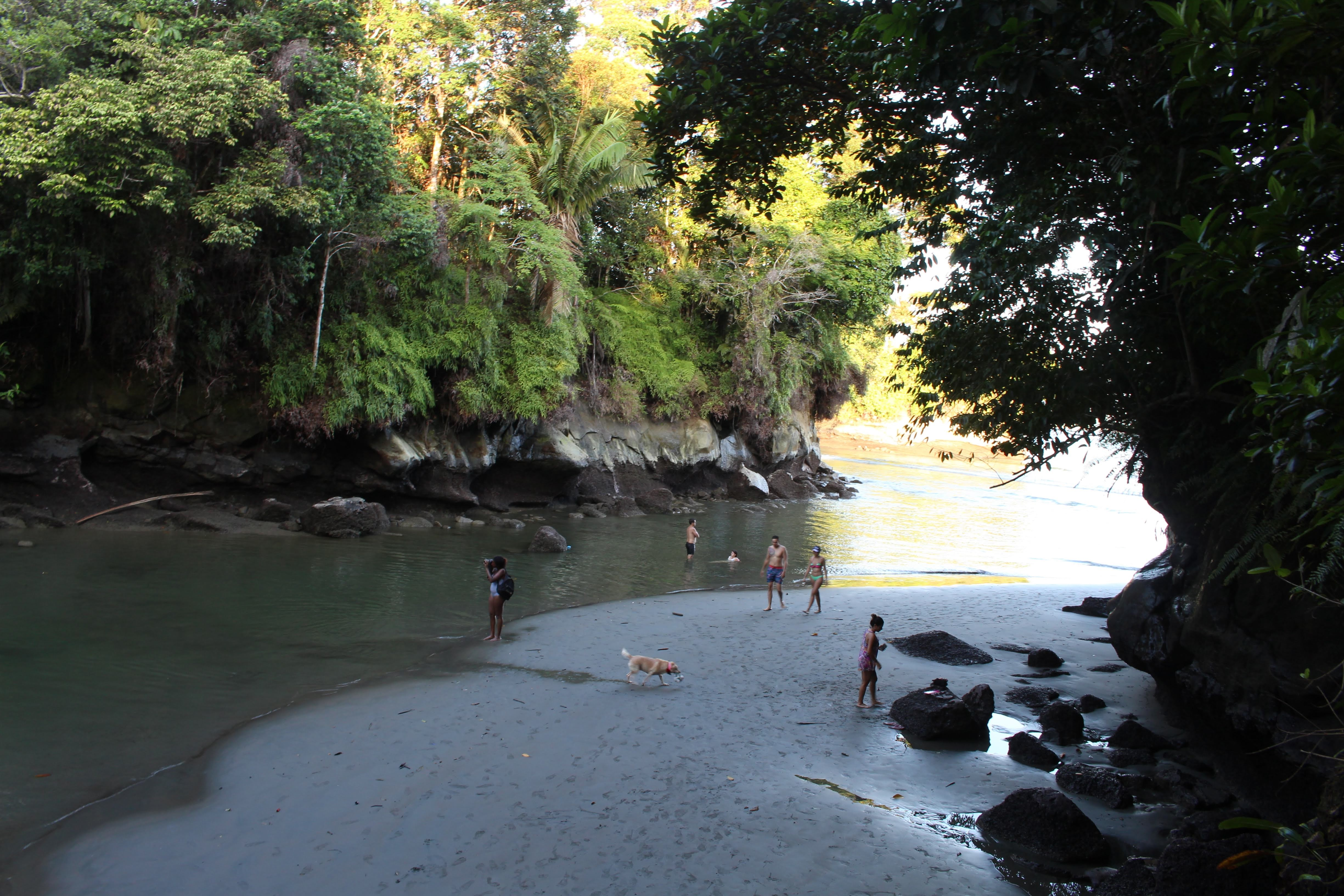
Pacífico Colombiano.

El cambio climático exacerba las desigualdades sociales en Colombia, afectando principalmente a las comunidades con menos recursos económicos y menor capacidad de adaptación, como las poblaciones rurales, indígenas y afrocolombianas.
- Desplazamiento forzado: Según un informe del Centro Nacional de Memoria Histórica (CNMH), más de 350,000 personas en los últimos 20 años han sido desplazadas internamente debido a fenómenos climáticos como inundaciones y sequías. Regiones como el Pacífico colombiano y la Amazonía son las más afectadas, donde las comunidades pierden sus viviendas y medios de subsistencia.[31]

- Migración climática: La falta de acceso a agua potable y tierras cultivables genera migraciones forzadas hacia zonas urbanas, aumentando la presión sobre servicios públicos como salud y vivienda en ciudades como Bogotá, Cali y Medellín. La Organización de las Naciones Unidas para la Alimentación y la Agricultura (FAO) estima que para 2050, más de 1 millón de colombianos podrían verse obligados a migrar internamente debido a los efectos del cambio climático.[32]

- Seguridad alimentaria: La inseguridad alimentaria es un problema creciente debido a las sequías y la pérdida de productividad agrícola. Según el informe Panorama de la Seguridad Alimentaria y Nutricional en América Latina y el Caribe de la FAO, el 27% de la población colombiana enfrenta algún nivel de inseguridad alimentaria, especialmente en departamentos como La Guajira, Chocó y Córdoba.[33]

### Impactos Ambientales en la Sociedad
La pérdida de ecosistemas naturales no solo reduce la biodiversidad, sino que también limita los servicios ecosistémicos que benefician a las comunidades humanas, estos se pueden ver reflejados en los siguientes aspectos:

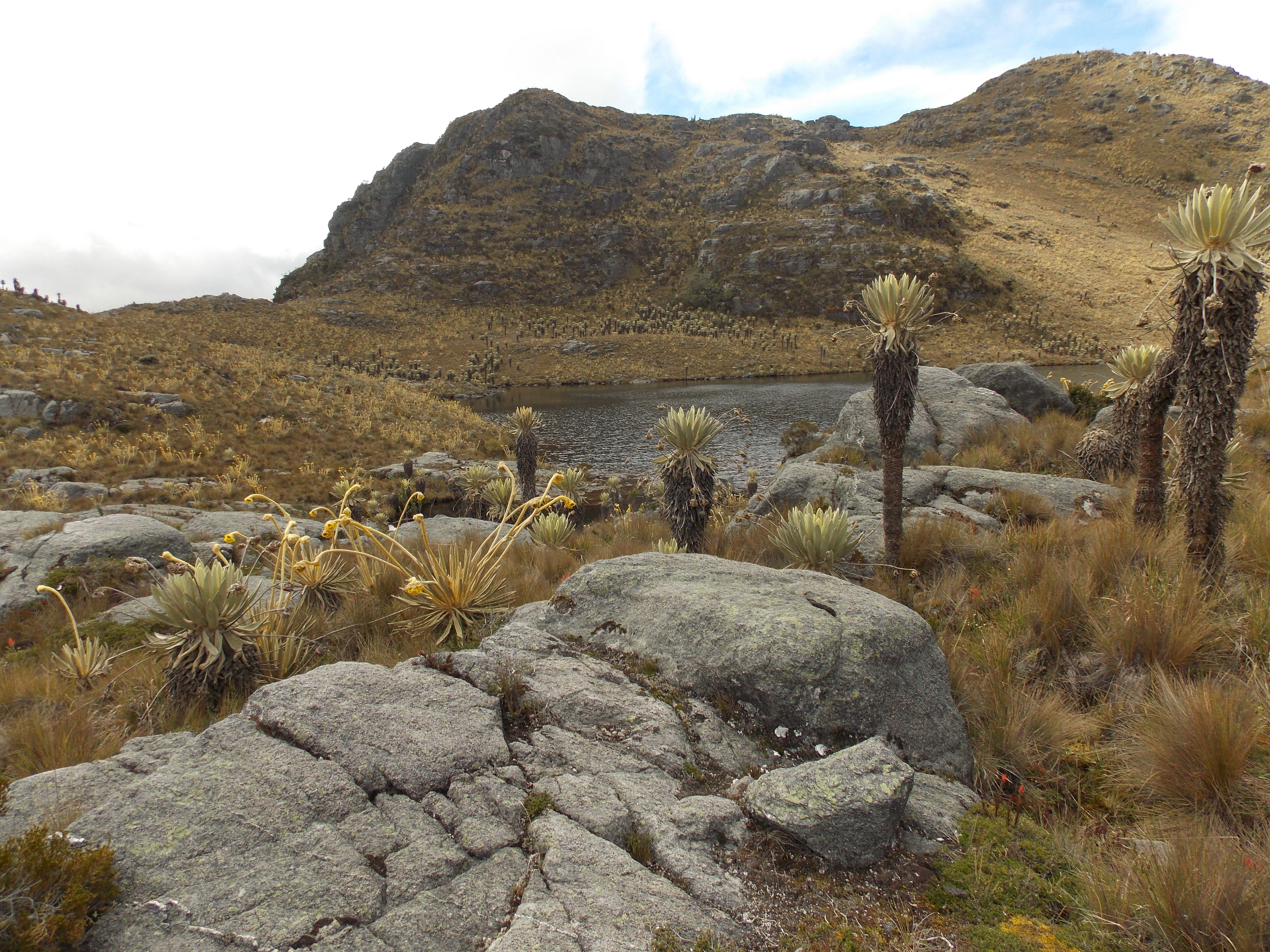
Páramo del Consuelo, Boyacá, Colombia.

- Páramo del Consuelo, Boyacá, Colombia.Páramos y agua: Los páramos, que proveen más del 70% del agua potable en Colombia, están en riesgo por el aumento de temperaturas y la expansión de la frontera agrícola. Según el Instituto de Hidrología, Meteorología y Estudios Ambientales (IDEAM), cerca del 50% de los páramos del país han sido intervenidos, comprometiendo el recurso hídrico para más de 20 millones de personas en ciudades como Bogotá y Bucaramanga.[34]

- Deforestación: La deforestación y la degradación de los bosques tropicales no solo aumentan las emisiones de carbono, sino que también afectan a comunidades indígenas y rurales que dependen de estos ecosistemas. Entre 2020 y 2022, Colombia perdió más de 400,000 hectáreas de bosque debido a actividades como la tala ilegal y la expansión ganadera.[34]

### Seguridad Alimentaria

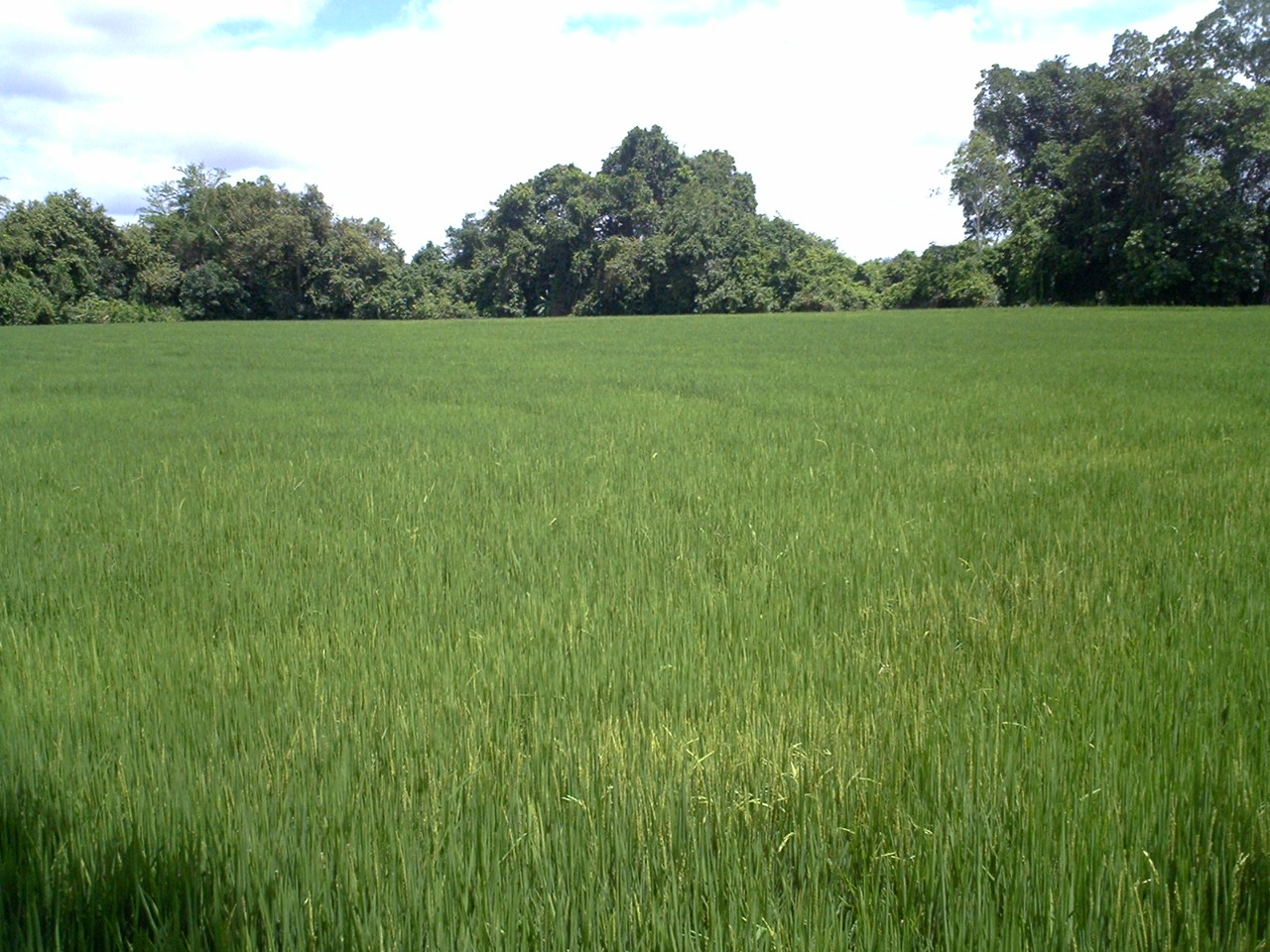
Cultivo de arroz en el municipio de Saldaña, al sur del departamento de Tolima (Colombia).

El cambio climático amenaza directamente la seguridad alimentaria en Colombia, afectando especialmente a las poblaciones más vulnerables. Las lluvias extremas, sequías prolongadas y cambios en los patrones climáticos impactan negativamente los cultivos de alimentos básicos como el maíz, el arroz y las hortalizas, generando pérdidas económicas significativas y desabastecimiento.
Según el Ministerio de Agricultura y Desarrollo Rural, el estrés hídrico, que se ha intensificado debido a las variaciones climáticas, ha reducido la producción agrícola en un 20% en regiones clave como los Llanos Orientales y la Costa Atlántica, afectando principalmente la producción de arroz, maíz y yuca. Este fenómeno está vinculado a las alteraciones en los patrones de precipitación, que modifican la distribución temporal de las lluvias, afectando el ciclo agrícola.

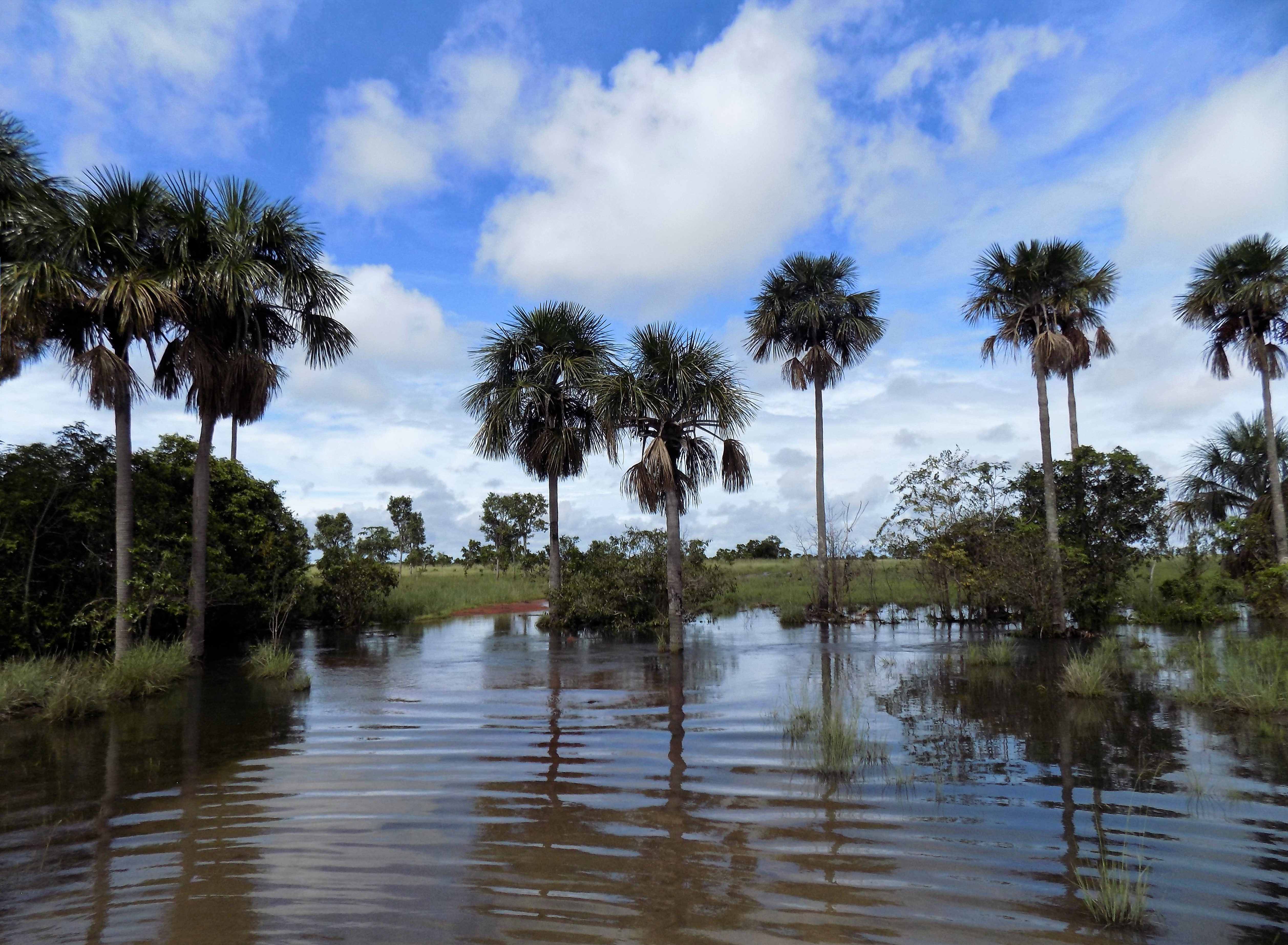
Morichal en La Primavera, Vichada. El incremento de las temperaturas en los meses de sequía ha logrado secar estos depósitos de agua, lo que genera un impacto negativo en los sistemas biológicos que allí existen.

A su vez, la Organización de las Naciones Unidas para la Alimentación y la Agricultura (FAO) reporta que la escasez de agua ha generado una caída en los rendimientos de los cultivos, especialmente en las regiones del Caribe colombiano y los Llanos Orientales. Las sequías prolongadas en estas áreas, sumadas a las inundaciones repentinas, contribuyen a la pérdida de cosechas, afectando la seguridad alimentaria de las comunidades rurales.
El impacto económico de esta crisis alimentaria es considerable. Desde 2020, los precios de los alimentos básicos han incrementado en un 15% en promedio, lo que ha generado un alza en el costo de vida y afecta de manera desproporcionada a las poblaciones más pobres. Según la Unidad de Planificación Rural Agropecuaria (UPRA), las regiones afectadas por la disminución en la producción agrícola enfrentan altos niveles de inseguridad alimentaria, particularmente en zonas rurales donde las alternativas de ingresos son limitadas.
Además, las alteraciones climáticas también afectan la pesca artesanal, una fuente importante de proteína para las poblaciones costeras. La Comisión Internacional para la Conservación del Atún del Atlántico (ICCAT) ha informado que el aumento de la temperatura en los océanos está afectando las poblaciones de peces en la región del Caribe, lo que incrementa la vulnerabilidad de las comunidades que dependen de este recurso.

## Mitigación y adaptación
Colombia, al ser uno de los países más biodiversos del mundo, ha implementado diversas estrategias para enfrentar el cambio climático. Estas acciones están orientadas tanto a la mitigación de emisiones de gases de efecto invernadero (GEI) como a la adaptación a los impactos climáticos. Estas políticas están alineadas con compromisos internacionales, como el Acuerdo de París, y buscan proteger los ecosistemas estratégicos, reducir las emisiones y fortalecer la resiliencia de las comunidades vulnerables.

### Estrategias de Mitigación
Las acciones de mitigación en Colombia se centran en la reducción de emisiones de GEI y la transición hacia una economía baja en carbono.

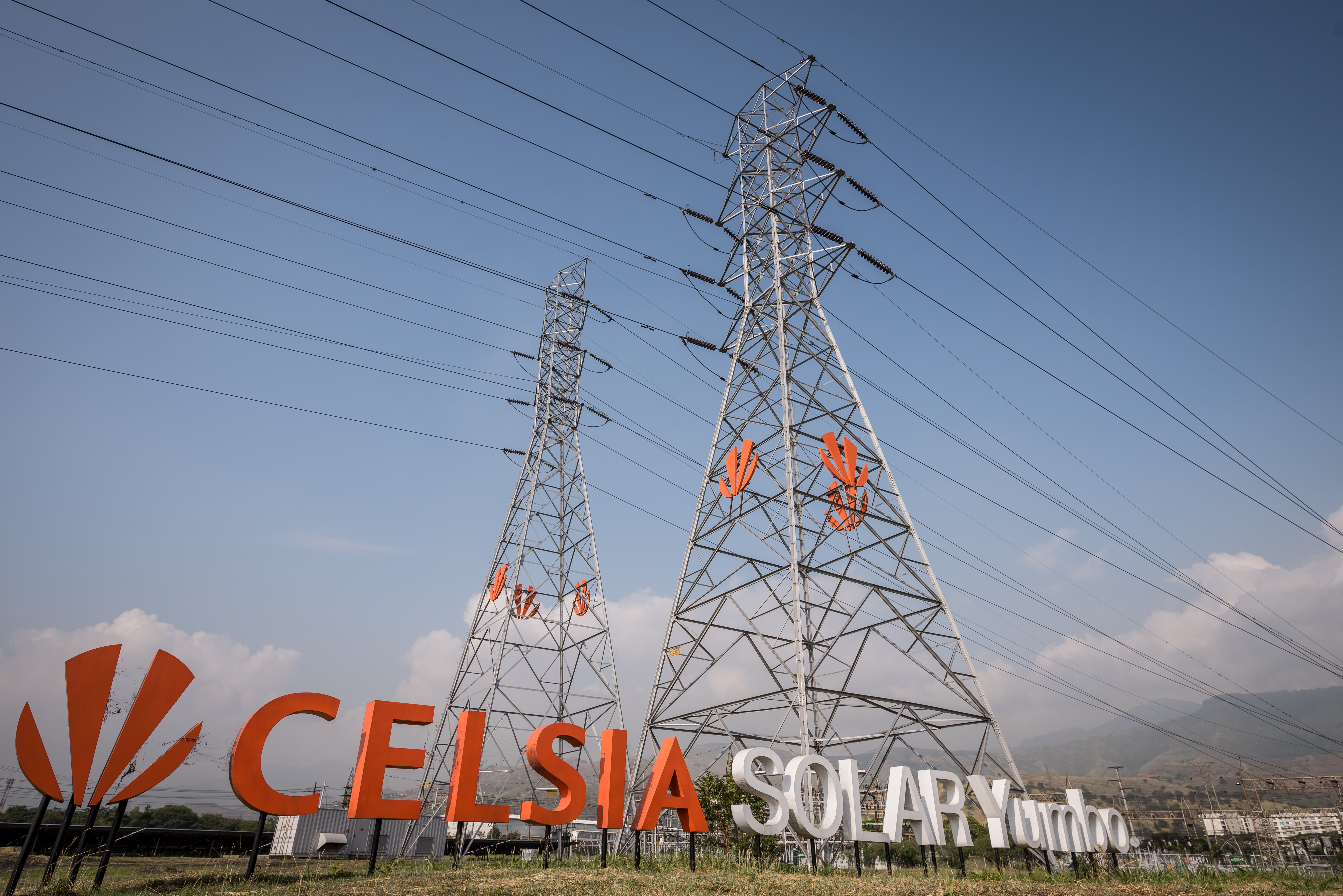
Granja solar de la empresa de energía Celsia, Yumbo, Valle del Cauca, Colombia.

1. Transición energética  La diversificación de la matriz energética es una prioridad en Colombia. Según el Ministerio de Minas y Energía, en 2023 el país generó 12% de su energía eléctrica a partir de fuentes renovables no convencionales, como la solar y la eólica, con una meta de alcanzar el 25% para 2030. En el último año, se instalaron más de 3.000 megavatios (MW) de capacidad de energía renovable, principalmente en regiones como La Guajira.[38]
2. Reducción de la deforestación  La protección de los bosques es una de las estrategias clave de mitigación. De acuerdo con el Instituto de Hidrología, Meteorología y Estudios Ambientales (IDEAM), la tasa de deforestación en Colombia pasó de 171.685 hectáreas en 2021 a 123.517 hectáreas en 2022, lo que representa una reducción del 28%. Programas como Visión Amazonía y acuerdos con comunidades locales han sido fundamentales para estos avances.[39]
3. Agricultura sostenible y ganadería baja en carbono  La implementación de sistemas silvopastoriles y técnicas de agricultura sostenible ha permitido capturar más de 3 millones de toneladas de CO₂ en los últimos cinco años. Según la FAO, estas prácticas han mejorado la productividad y reducido el uso de fertilizantes en más del 15% en regiones como los Llanos Orientales y la Costa Caribe.[40]Autobús Híbrido del sistema TransMilenio en Bogotá.

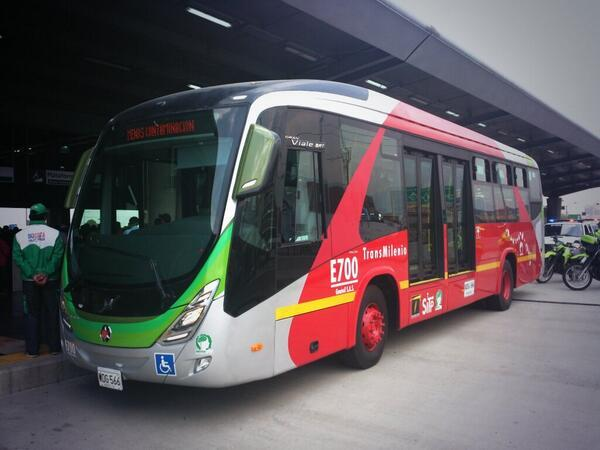
Autobús Híbrido del sistema TransMilenio en Bogotá.

4. Movilidad sostenible  Ciudades como Bogotá y Medellín lideran la adopción de transporte público eléctrico. Actualmente, Bogotá cuenta con 1.485 buses eléctricos, la flota más grande de América Latina, lo que ha reducido las emisiones de CO₂ en 94.300 toneladas anuales.[41]Además, proyectos de movilidad no motorizada han incrementado el uso de bicicletas desde 2020, durante la pandemia de COVID-19, Bogotá experimentó un notable incremento en el uso de la bicicleta como medio de transporte. En abril de 2020, se registraban alrededor de 360.000 viajes diarios en bicicleta, cifra que aumentó a 650.000 para diciembre del mismo año, representando un incremento del 80%. Este aumento refleja la creciente preferencia por modos de transporte sostenibles y políticas públicas orientadas a promover la movilidad no motorizada en la ciudad.[42]

### Estrategias de Adaptación
La adaptación al cambio climático en Colombia se enfoca en fortalecer la resiliencia de los ecosistemas y comunidades vulnerables. Se pueden detallar los siguientes aspectos:

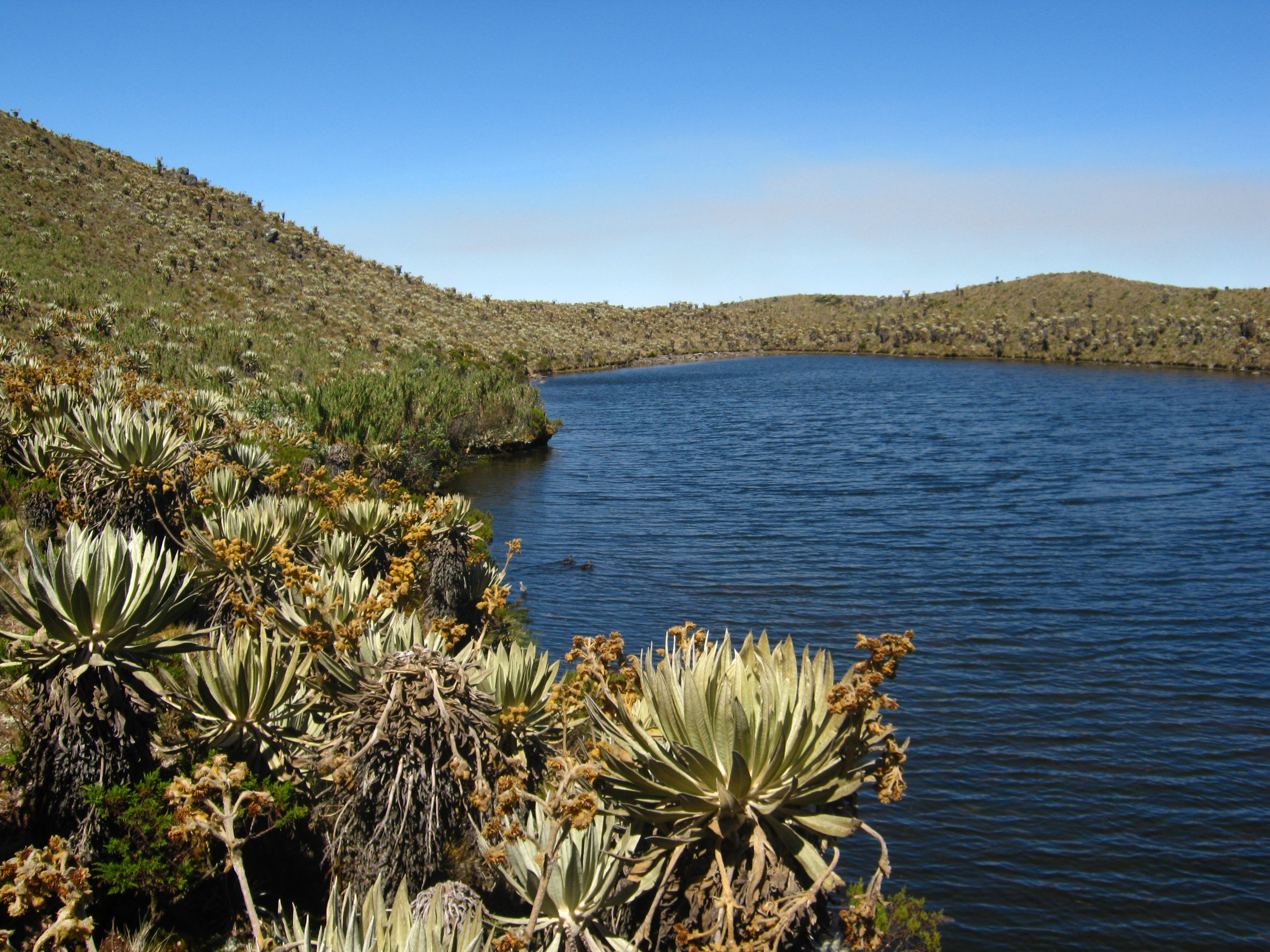
Páramo de Chingaza principal proveedor de agua para la ciudad de Bogotá, abasteciendo a cerca del 70% de la población.

1. Gestión del recurso hídrico  Los páramos, que abastecen cerca del 70% del agua potable en Colombia, están siendo gravemente afectados por el incremento de las temperaturas y la expansión de actividades agrícolas. El IDEAM advierte que alrededor del 50% de estos ecosistemas han sufrido algún tipo de intervención, reduciendo su capacidad de conservar y regular el agua. Iniciativas como el Programa de Adaptación al Cambio Climático en Páramos han beneficiado a más de 2 millones de personas, mejorando el suministro de agua en ciudades clave como Bogotá y Bucaramanga.[34]
2. Adaptación en la agricultura  La variabilidad climática afecta la producción de alimentos como el maíz y el arroz. Según el Ministerio de Agricultura, las sequías prolongadas han causado pérdidas en la producción agrícola en la Costa Caribe. Para enfrentar esto, se han desarrollado cultivos resistentes a la sequía y técnicas de riego eficiente que han reducido el consumo de agua en las zonas afectadas.[43]Deslizamientos ocasionados por fuertes lluvias en Dabeiba - Antioquia.

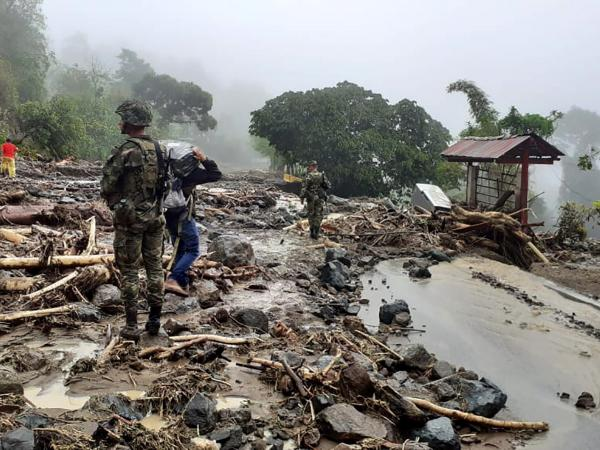
Deslizamientos ocasionados por fuertes lluvias en Dabeiba - Antioquia.

3. Infraestructura resiliente  Colombia ha invertido en infraestructura sostenible para reducir los daños causados por desastres naturales. La Política Nacional de Gestión del Riesgo de Desastres ha destinado 1.2 billones de pesos para la construcción de obras que mitiguen inundaciones y deslizamientos en regiones vulnerables como el Chocó y el Eje Cafetero.[44]
4. Protección de la biodiversidad  Los ecosistemas costeros, como los manglares, son fundamentales para proteger a las comunidades del aumento del nivel del mar. Según el Instituto Humboldt, Colombia ha restaurado más de 10.000 hectáreas de manglares desde 2015, beneficiando a más de 100.000 personas que dependen de estos ecosistemas para su subsistencia.[45]
5. Educación y concienciación  Programas como Escuelas Climáticas han capacitado a más de 50.000 estudiantes en comunidades rurales para enfrentar los desafíos del cambio climático, integrando saberes tradicionales con soluciones basadas en la naturaleza. Una de las estrategias destacadas es la incorporación del cambio climático en la educación básica, mediante la creación de materiales educativos como la cartilla "El clima cambió, yo también". Esta herramienta está orientada a maestros de instituciones educativas y presenta propuestas claras para integrar el tema de cambio climático en el currículo y en los Proyectos Ambientales Escolares (PRAE), adaptándose a las problemáticas particulares de los territorios.[46]  Además, en junio de 2023, en colaboración con el Ministerio de Educación, se lanzó el Programa Nacional de Educación Ambiental. Este programa busca fortalecer las competencias ciudadanas para el cuidado del medio ambiente, involucrando a diversos actores del territorio en una construcción colectiva. Se enfoca en brindar formación a 5.000 establecimientos educativos y acompañar a 13 territorios priorizados, incluyendo regiones como La Amazonía, La Mojana y el Pacífico biogeográfico.[47]

### Compromisos Internacionales

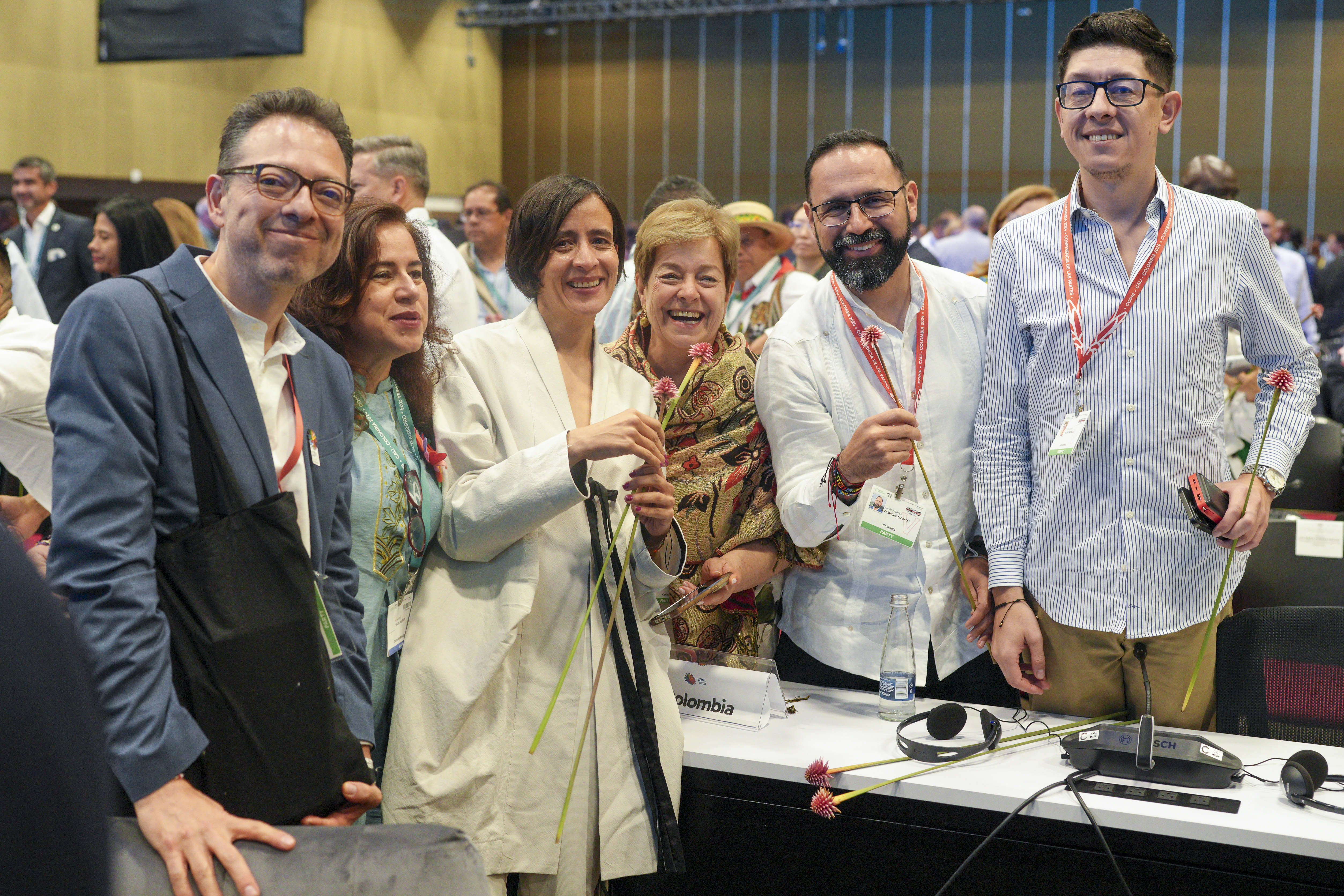
Ceremonia Apertura COP16 en Cali, Colombia.

Colombia ha reafirmado su compromiso con el Acuerdo de París, estableciendo la meta de reducir sus emisiones de GEI en un 51% para 2030 y alcanzar la carbono-neutralidad para 2050. Para lograrlo, el país ha presentado su Contribución Nacionalmente Determinada (NDC) actualizada y participa activamente en foros como la COP y la Alianza de Países Amazónicos.El país ha establecido la meta de neutralidad de carbono como objetivo a largo plazo. Para lograr estos objetivos, el país ha delineado una hoja de ruta que incluye medidas de mitigación y adaptación necesarias para cumplir con las metas establecidas en su NDC actualizada.

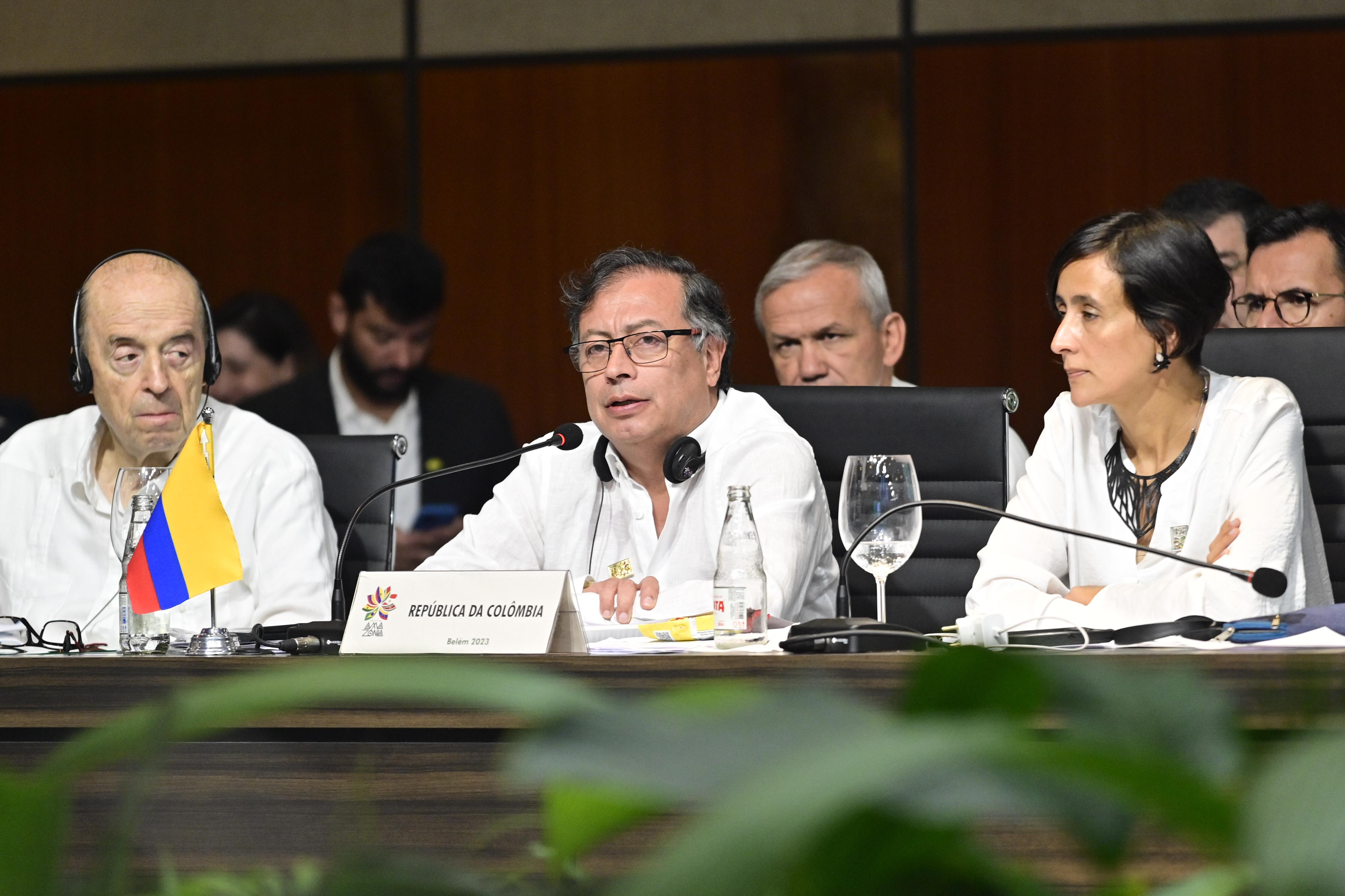
Brasil Belem intervención Cumbre Amazonía.

Colombia también participa activamente en foros internacionales como la Conferencia de las Partes (COP) y la Alianza de Países Amazónicos. En la COP16, celebrada en Cali entre el 20 de octubre y el 1 de noviembre de 2024, se destacó la importancia de la protección y el cuidado de la Amazonía en las negociaciones globales sobre biodiversidad.
Asimismo, Colombia ha trabajado en fortalecer alianzas con países como Brasil para la defensa de la Amazonía y la promoción de la biodiversidad en la agenda internacional. En este contexto, se han organizado reuniones en la Asamblea de Naciones Unidas para consolidar la alianza de los 17 países más biodiversos del mundo. Estos compromisos y acciones reflejan la determinación de Colombia para enfrentar los desafíos del cambio climático y contribuir a los esfuerzos globales en la protección del medio ambiente y la biodiversidad.

## Financiamiento Climático
Colombia ha reconocido la necesidad de contar con un financiamiento robusto para abordar los efectos del cambio climático y avanzar en las políticas de mitigación y adaptación. En este sentido, ha sido clave la participación del país en iniciativas internacionales y el acceso a fondos globales para fortalecer su capacidad de respuesta frente a los desafíos climáticos.

### Desafíos y Oportunidades

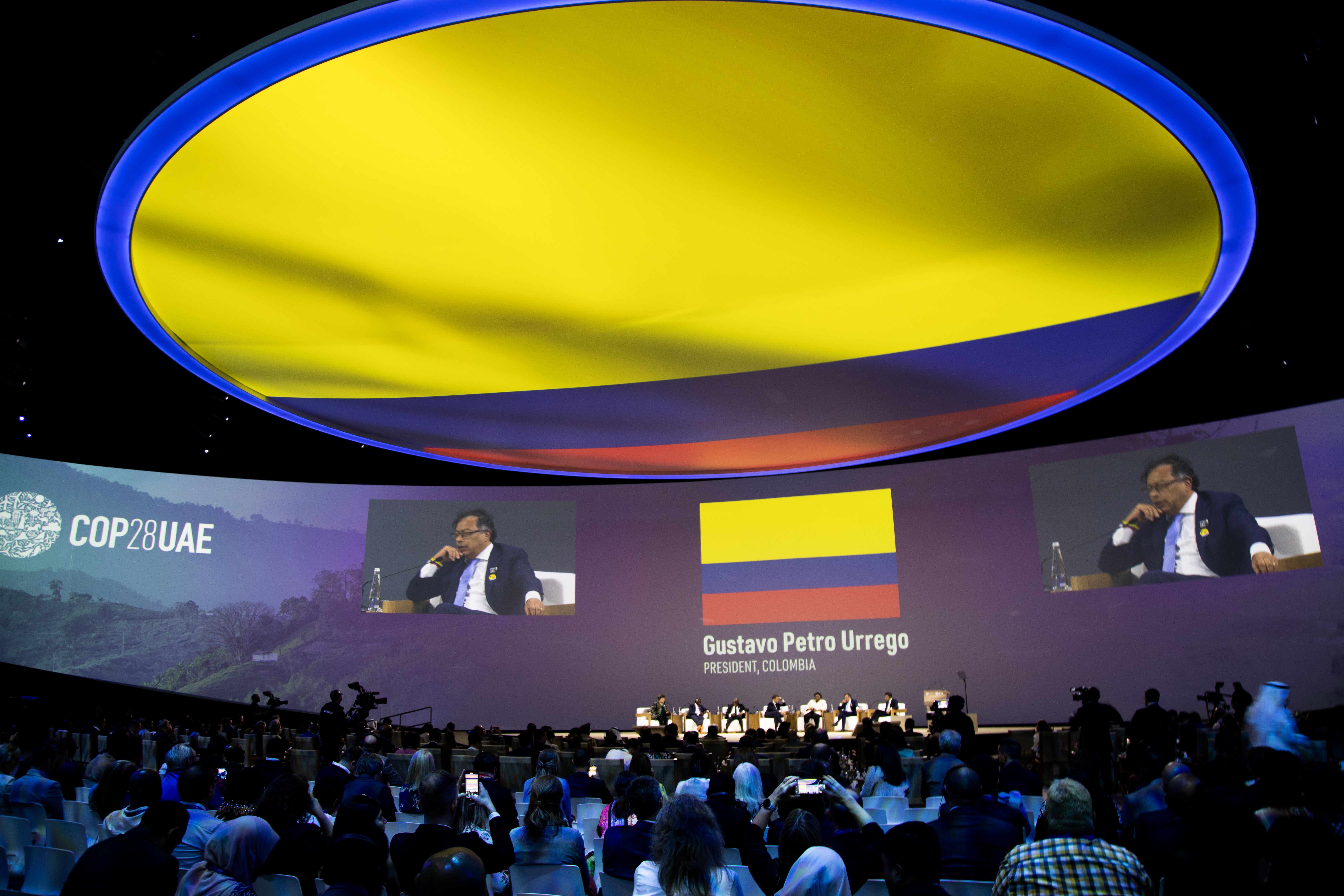
Intervención de Colombia en la conferencia sobre el Financiamiento Climático en Dubái.

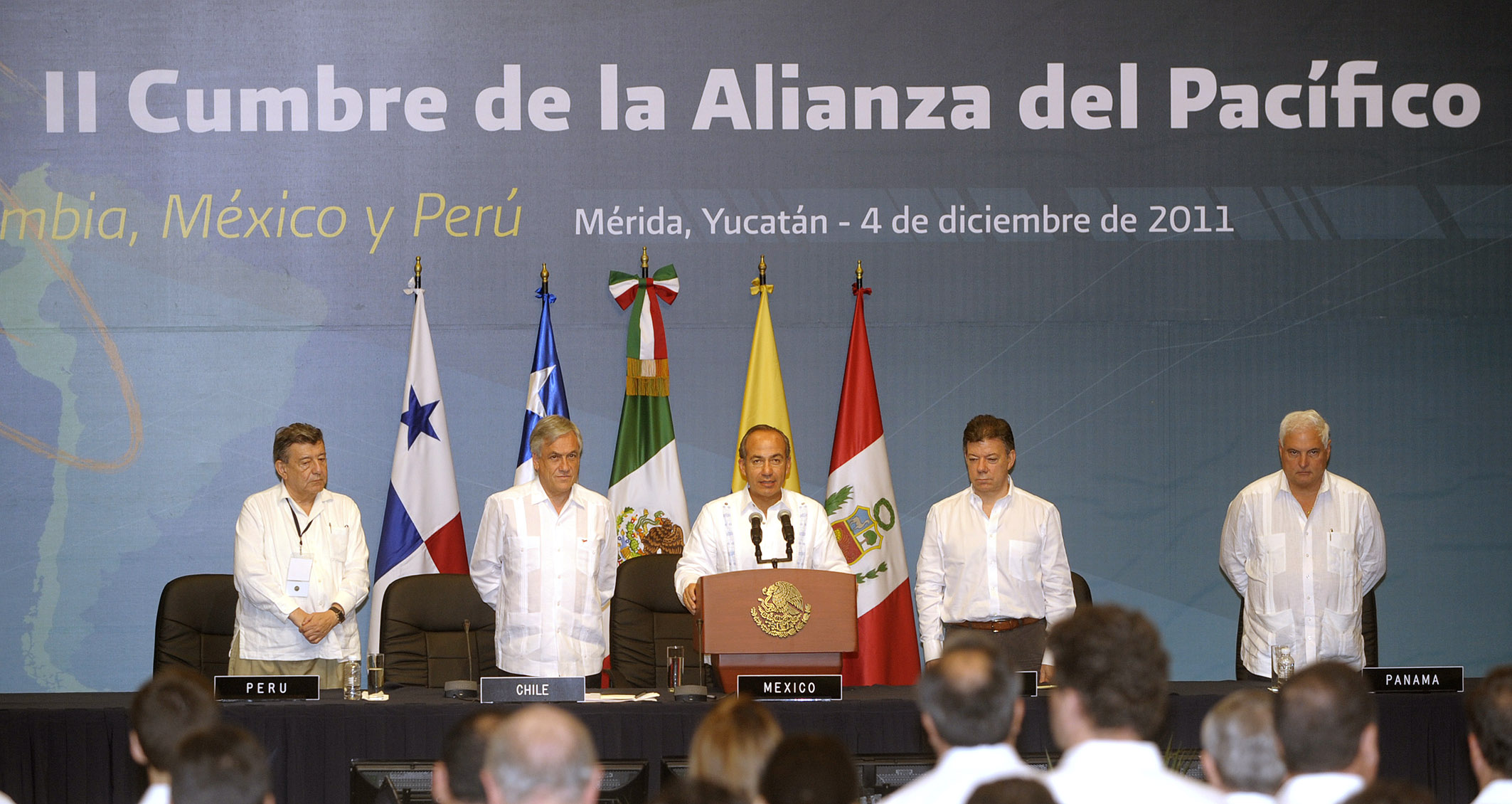
II Cumbre de la Alianza del Pacífico, Mérida.

### Percepción pública sobre el cambio climático

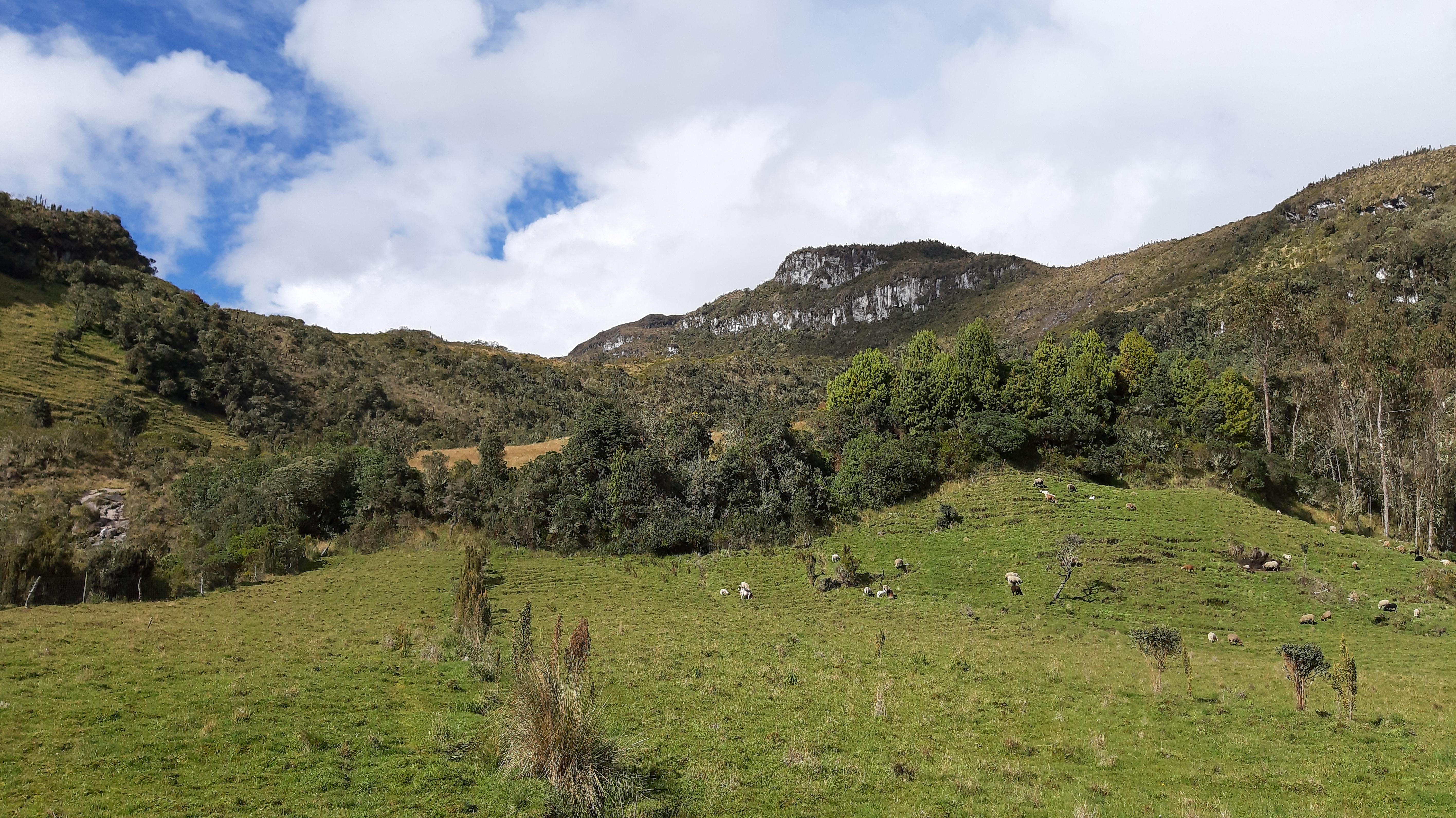
Zona rural del municipio de Murillo (Tolima), Vereda la Cabaña, cercanías al Volcán Nevado del Ruiz, zona de Subpáramo.

### Movimientos sociales y cultura ambiental

Mapa de Colombia (población indígena 2005).

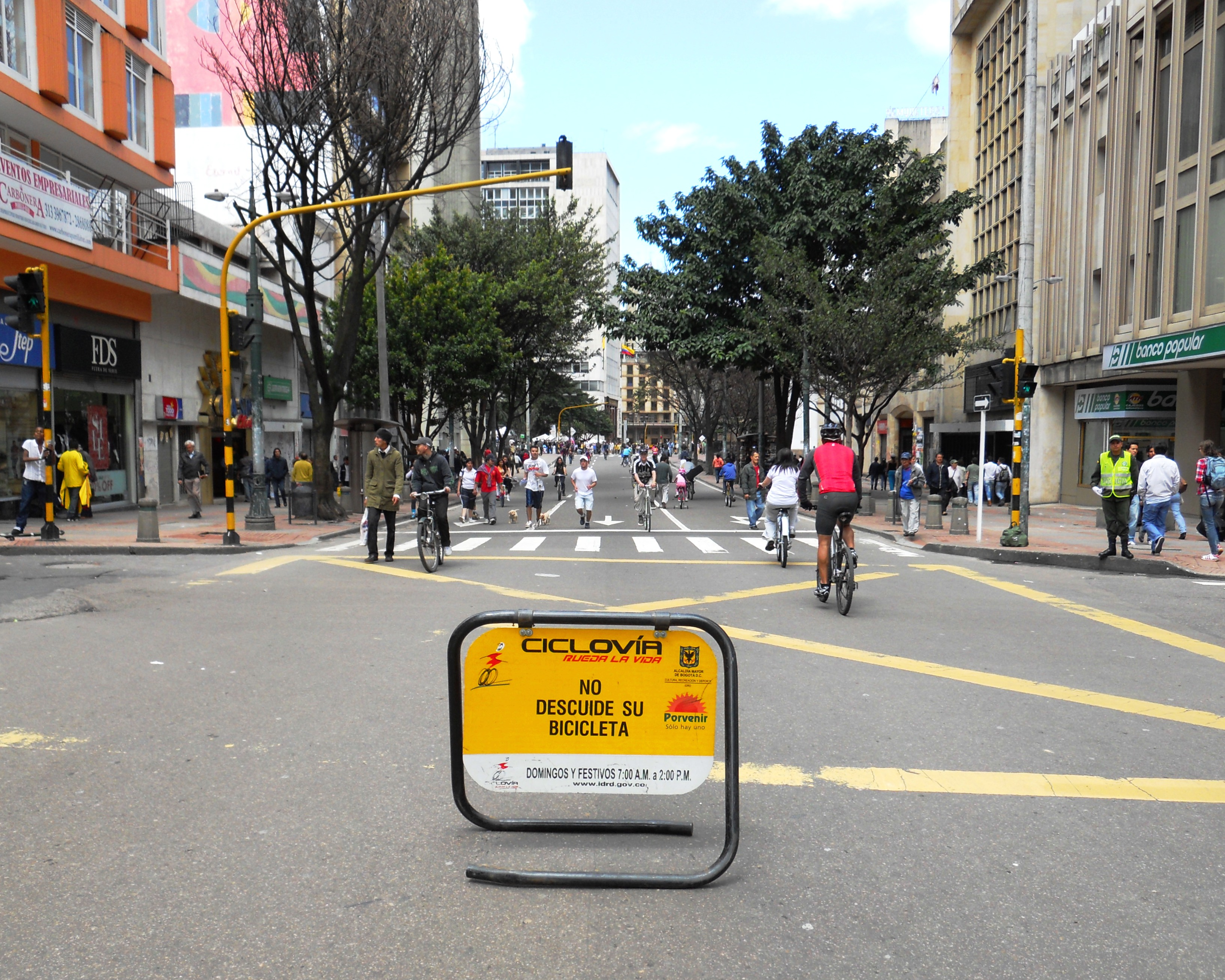
Ciclovía en Bogotá. Carrera Séptima con calle Diecisiete

#### Educación y cambio climático

Ubicación de Región de La Mojana en Colombia.